# Chùa Bái Đính
Chùa Bái Đính là một quần thể chùa lớn với nhiều kỷ lục châu Á và Việt Nam được xác lập như chùa có tượng Phật bằng đồng dát vàng lớn nhất châu Á, chùa có hành lang La Hán dài nhất châu Á, có tượng Di lặc bằng đồng lớn nhất Đông Nam Á... Đây là ngôi chùa lớn nhất và sở hữu nhiều kỷ lục nhất ở Việt Nam. Các hạng mục xây dựng, mở rộng khu chùa mới được các đại biểu tham dự đại lễ Phật đản thế giới 2008 làm lễ khánh thành giai đoạn 1, năm 2010 chùa Bái Đính là nơi tổ chức Đại lễ cung nghinh xá lợi Phật đầu tiên từ Ấn Độ về Việt Nam. Đại lễ Phật đản Liên hiệp quốc – Vesak 2014 do Việt Nam đăng cai đã diễn ra tại chùa Bái Đính trong tháng 3 năm 2014. Chùa nằm ở cửa ngõ phía tây khu di tích cố đô Hoa Lư, bên quốc lộ 38B, thuộc phường Tây Hoa Lư – Ninh Bình, cách trung tâm tỉnh lỵ Hoa Lư 15 km, cách Hà Nội 95 km. Chùa Bái Đính nằm ở phía bắc của quần thể di sản thế giới Tràng An.

## Lịch sử hình thành
Hơn 1000 năm về trước, tại kinh đô Hoa Lư (Ninh Bình) đã có ba triều đại Vua nối tiếp nhau ra đời: nhà Đinh, nhà Tiền Lê và nhà Lý. Ba triều đại phong kiến này đều rất quan tâm đến đạo Phật và coi đạo Phật là Quốc giáo; cho nên tại Ninh Bình có rất nhiều chùa cổ, trong đó có chùa Bái Đính, trên dãy núi Tràng An.
Quần thể chùa Bái Đính gồm một khu chùa cổ và một khu chùa mới được xây dựng từ năm 2003. Chùa nằm trên sườn núi, giữa những thung lũng mênh mông hồ và núi đá, ở cửa ngõ phía tây vào cố đô Hoa Lư. Kiến trúc chùa mới hoành tráng, đồ sộ nhưng mang đậm bản sắc truyền thống. Chính vì vậy mà nơi đây sớm trở thành một điểm đến nổi tiếng. Khu chùa Bái Đính mới được các báo giới tôn vinh là một quần thể chùa lớn nhất Đông Nam Á (tuy nhiên, theo Sách kỷ lục Guinness thì ngôi chùa lớn nhất thế giới và Đông Nam Á là chùa Borobudur ở Indonesia).
Ngay cả khi đang xây dựng, chùa Bái Đính đã thu hút rất đông du khách về tham quan.

## Khu Chùa Bái Đính cổ

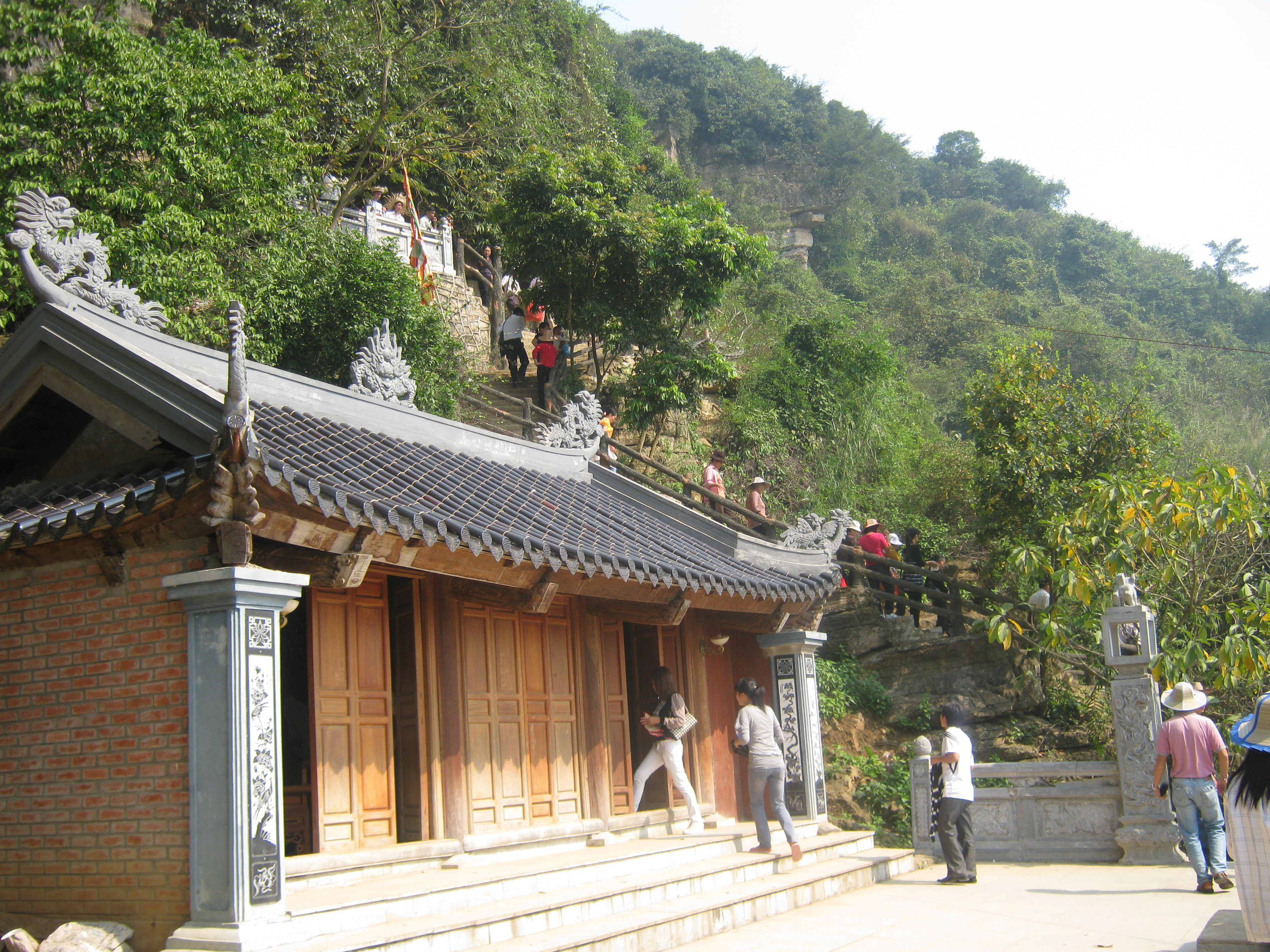
Chùa Bái Đính cổ được tu bổ

Chùa Bái Đính cổ (Bái Đính cổ tự) nằm cách điện Tam Thế của khu chùa mới khoảng 800 m về phía nam. Khu chùa này quay hướng chính tây, nằm gần trên đỉnh của một vùng rừng núi khá yên tĩnh, gồm có một nhà tiền đường ở giữa, rẽ sang bên phải là hang sáng thờ Phật, rồi đến đền thờ thần Cao Sơn ở sát cuối cửa sau của hang sáng; rẽ sang bên trái là đền thờ thánh Nguyễn rồi đến động tối thờ mẫu và tiên. Nơi đây nằm ở vùng đất hội tụ đầy đủ yếu tố nhân kiệt theo quan niệm dân gian Việt Nam, đó là đất sinh Vua, sinh Thánh, sinh Thần. Năm 1997 chùa được công nhận là di tích lịch sử – văn hóa – cách mạng cấp quốc gia. Mặc dù khu chùa có lịch sử hình thành từ thời Đinh với đền thờ Cao Sơn trấn tây Hoa Lư tứ trấn nhưng chùa Bái Đính cổ có nhiều chi tiết kiến trúc và cổ vật mang dấu ấn đậm nét của thời Lý.

### Hang sáng, động tối

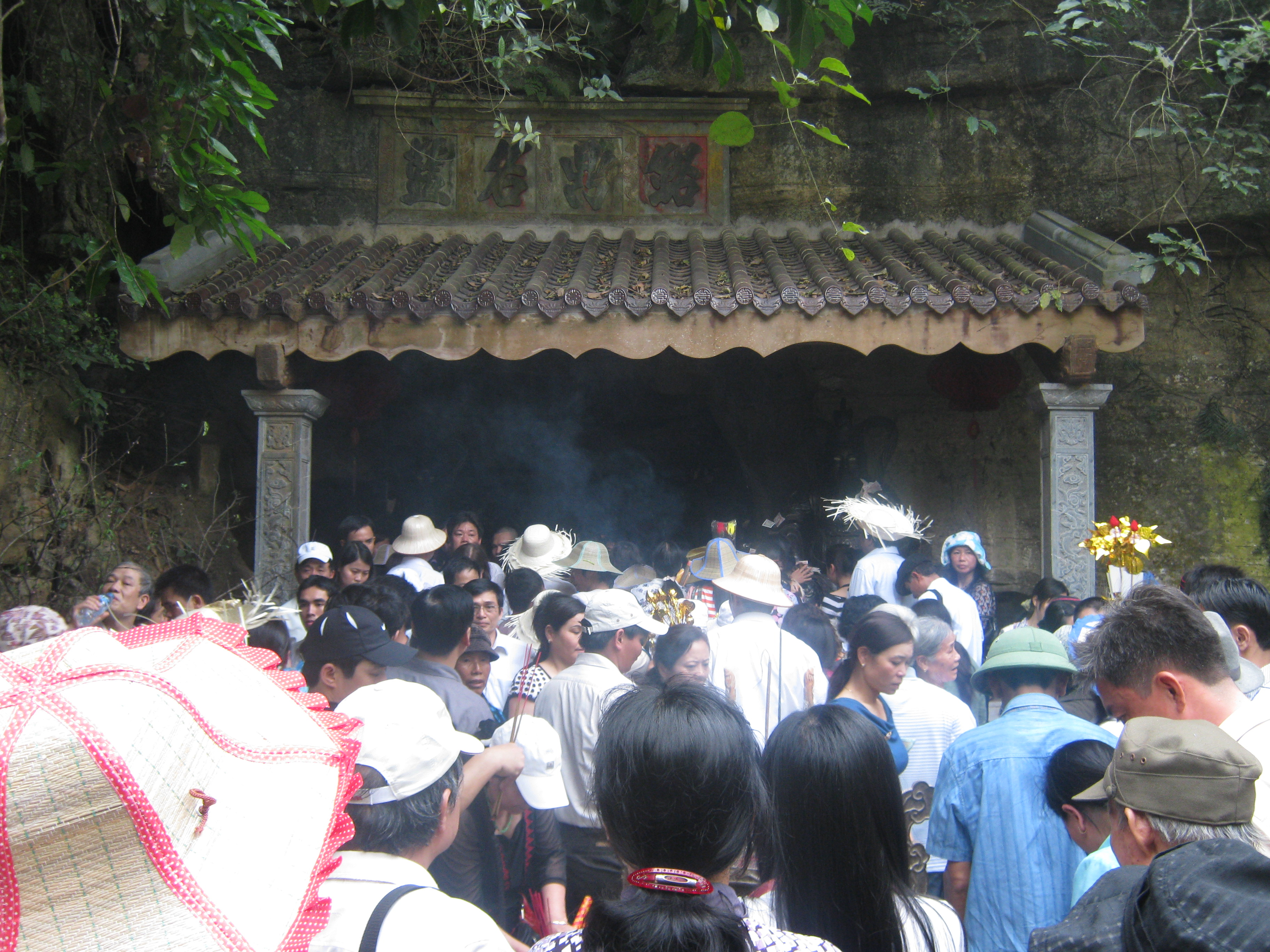
Hang sáng, nơi thờ Phật tiếp đến đền thần Cao Sơn và rừng thuốc

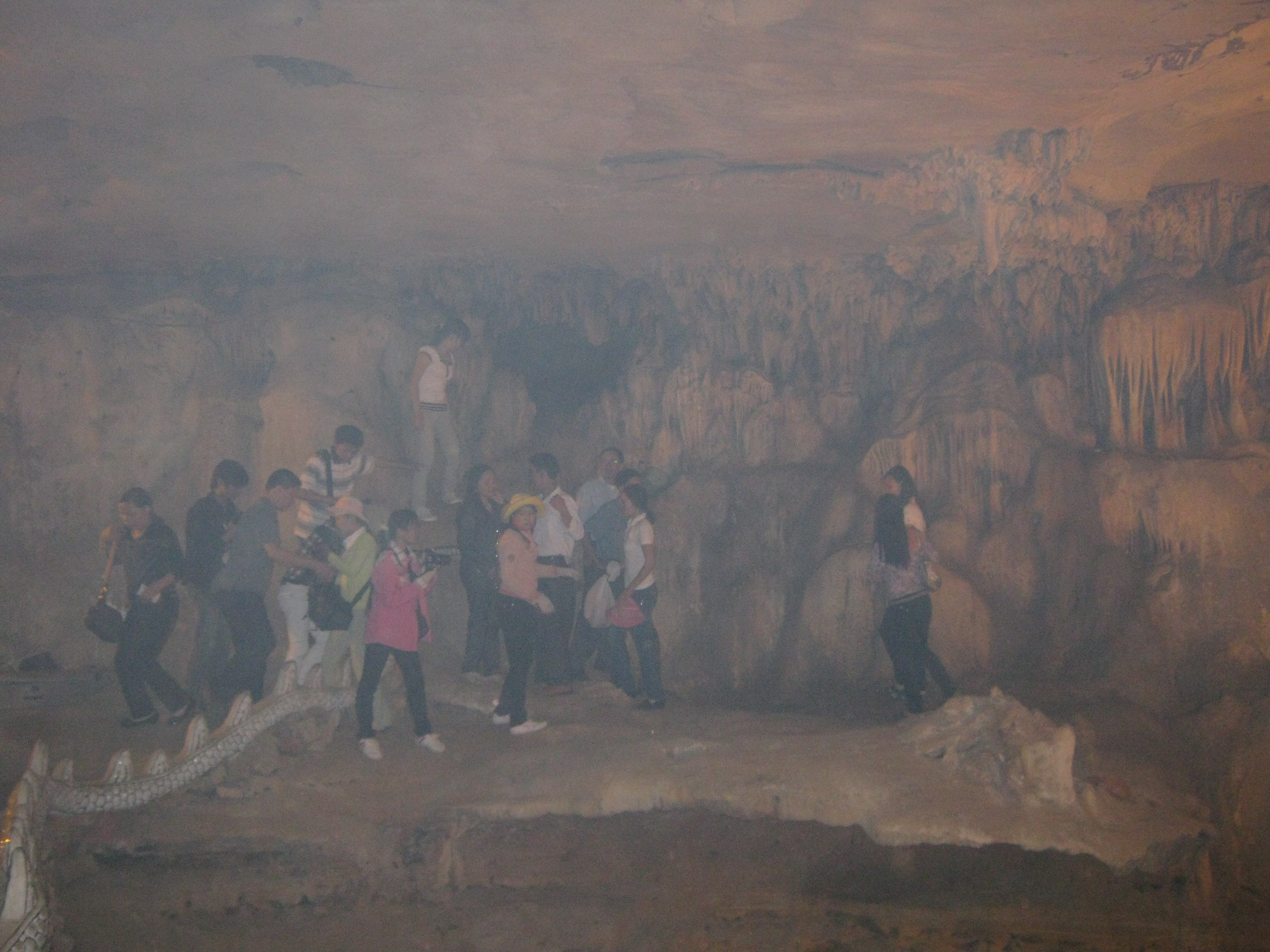
Bên trong động tối với các nhũ đá lộng lẫy, nơi thờ bà chúa thượng ngàn và các vị tiên

Lên thăm hang động ở núi Bái Đính phải bước trên 300 bậc đá, qua cổng tam quan ở lưng chừng núi. Lên hết dốc là tới ngã ba: bên phải là hang sáng thờ Phật và Thần, bên trái là động tối thờ Mẫu và Tiên. Phía trên cửa hang sáng có 4 chữ đại tự "Minh Đỉnh Danh Lam" khắc trên đá do vua Lê Thánh Tông ban tặng có nghĩa là: "Lưu danh thơm cảnh đẹp". Khi lên vãn cảnh chùa trên đỉnh Bái Đính, vua Lê Thánh Tông đã tạc một bài thơ tứ tuỵêt chữ Hán được dịch như sau:
Đính Sơn danh tiếng thực cao xa
Che chở kinh thành tự thuở xưa
Nhân kiệt, địa linh nên vượng khí
Núi thiêng cảnh đẹp vững sơn hà.
Động dài 25m, rộng 15m, cao trung bình là 2m, nền và trần của động bằng phẳng. Đi tiếp theo ngách đá bên trái cuối hang sẽ dẫn tới một cửa hang sáng và rộng, một thung lũng xanh hiện ra. Nếu đi tiếp xuống các bậc đá sẽ đến đền thờ thần Cao Sơn. Quay trở lại ngã ba đầu dốc, theo đường rẽ trái khoảng 50m là tới động Tối. Động Tối lớn hơn hang Sáng, gồm 7 buồng, có hang trên cao, có hang ở dưới sâu, các hang đều thông nhau qua nhiều ngách đá, có hang nền bằng phẳng, có hang nền trũng xuống như lòng chảo, có hang trần bằng, có hang được tạo hóa ban tặng cho một trần nhũ đá rủ xuống muôn hình vạn trạng. Trong động tối có giếng ngọc tạo thành do nước lạnh từ trần động rơi xuống. Các vị Tiên được thờ ở nhiều ngách trong động.

### Đền thờ thánh Nguyễn
Lý Quốc Sư Nguyễn Minh Không là người sáng lập chùa Bái Đính. Ông là một thiền sư, pháp sư tài danh được vua phong Quốc sư và nhân dân tôn sùng gọi là đức thánh Nguyễn. Khu vực núi Đính nằm cách quê hương đức thánh Nguyễn Minh Không 4 km. Tương truyền khi ông đến đây tìm cây thuốc chữa bệnh hóa hổ cho vua Lý Thần Tông đã phát hiện ra các hang động đẹp liền dựng chùa thờ Phật và tạo dựng một vườn thuốc quý để chữa bệnh cho dân. Đền thánh Nguyễn nằm ngay tại ngã ba đầu dốc, xây theo kiểu tựa lưng vào núi, trong đền có tượng của ông được đúc bằng đồng.
Quốc sư Nguyễn Minh Không là con người mang ánh xạ của thời đại nhà Lý. Ông đã học hỏi, sưu tầm những kiến thức y học dân gian, hàng ngày tìm thuốc trong vườn Sinh Dược mà trở thành danh y, chữa bệnh lạ cho Vua, sưu tầm và phục hưng nghề đúc đồng – tinh hoa của văn minh Đông Sơn – văn minh Việt cổ mà trở thành tổ sư nghề đúc đồng. Ông khó công tầm sư học đạo, để từ một nhà sư ở từ phủ Tràng An ra kinh thành làm Quốc sư, đứng đầu hàng tăng ni trong nước, danh vọng và đạo pháp đạt đến đỉnh cao. Hành trạng của ông thể hiện nên cái không khí của Phật giáo thời Lý thần bí, kỳ dị, đầy rẫy sự hoang đường nhưng đóng góp hết sức tích cực vào công cuộc phục hưng và phát triển văn hoá dân tộc Việt Nam về nhiều mặt: triết lý, văn học, kiến trúc, mỹ thuật, kỹ nghệ… làm nền tảng cho sự phát triển của văn hoá Việt sau này.

### Đền thờ thần Cao Sơn
Đi hết hang sáng có một lối dẫn xuống sườn thung lũng của rừng cây sưa là đền thờ thần Cao Sơn, vị thần cai quản vùng núi Vũ Lâm. Đinh Bộ Lĩnh từ thuở còn hàn vi đã được mẹ đưa vào sống cạnh đền sơn thần trong động. Khi xây dựng kinh đô Hoa Lư, Đinh Tiên Hoàng Đế cũng cho xây dựng 3 ngôi đền để thờ các vị thần trấn giữ ở 3 vòng thành mà dân gian gọi là Hoa Lư tứ trấn Theo đó, thần Thiên Tôn trấn giữ cửa ngõ vào vòng thành phía Đông, thần Quý Minh trấn giữ cửa ngõ vào thành Nam và thần Cao Sơn trấn giữ cửa ngõ vào vòng thành phía Tây. Ngôi đền thần Cao Sơn hiện tại được tu tạo có kiến trúc gần giống với đền Thánh Nguyễn, cũng xây tựa lưng vào núi, có hành lang ngăn cách với thung lũng ở phía trước. Theo truyền thuyết, thần Cao Sơn là một trong 50 người con của Lạc Long Quân – Âu Cơ. Đền thờ chính của thần ở Phụng Hóa (Nho Quan, Ninh Bình). Vị thần này có công phù trợ quân Lê Tương Dực diệt được Uy Mục, sau cũng được dân làng Kim Liên rước về thờ và được phong là Cao Sơn đại vương trấn phía Nam kinh thành, một trong Thăng Long tứ trấn.
Theo như thần phả của đền núi Hầu (xã Yên Thắng, Yên Mô, Ninh Bình) thì Cao Sơn đại vương là Lạc tướng Vũ Lâm, con thứ 17 vua Lạc Long Quân, khi đi tuần từ vùng Nam Lĩnh đến vùng Thiên Dưỡng ở hành cung Vũ Lâm, đã tìm ra một loài cây thân có bột dùng làm bánh thay bột gạo, lấy tên mình đặt tên cho cây là Quang lang (dân địa phương vẫn gọi là cây quang lang hay cây búng báng). Thần đã dạy bảo và giúp đỡ người dân làm ăn sinh sống đồng thời bảo vệ khỏi các thế lực phá hoại vì vậy đã được nhân dân lập đền thờ. Thần Cao Sơn cùng với thần Thiên Tôn và thần Quý Minh là ba vị thần trấn ngự ở ba cửa ngõ phía tây, đông và nam của cố đô Hoa Lư.

### Giếng ngọc
Giếng ngọc của chùa Bái Đính cổ nằm gần chân núi Bái Đính. Tương truyền đây là nơi thiền sư Nguyễn Minh Không đã lấy nước để sắc thuốc chữa bệnh cho dân và chữa bệnh cho Vua Lý Thần Tông. Giếng được xây lại hình mặt nguyệt, rất rộng, có đường kính 30 m, độ sâu của nước là 6m, không bao giờ cạn nước. Miệng giếng xây lan can đá. Khu đất xung quanh giếng hình vuông, có diện tích 6.000 m², 4 góc là 4 lầu bát giác. Trung tâm sách kỷ lục Việt Nam đã cấp bằng "Xác nhận kỷ lục": "Chùa Bái Đính là ngôi chùa có giếng lớn nhất Việt Nam" vào ngày 12 tháng 12 năm 2007.

### Sự kiện lịch sử
Tên gọi chùa Bái Đính mang ý nghĩa là hướng về núi Đính, nơi diễn ra các sự kiện oai hùng trong lịch sử Việt Nam.
Núi chùa Bái Đính chính là nơi Đinh Tiên Hoàng Đế lập đàn tế trời cầu mưa thuận gió hòa, sau này tiếp tục được vua Quang Trung chọn để làm lễ tế cờ động viên quân sĩ trước khi ra Thăng Long đại phá quân Thanh. Thế kỷ XVI núi Đính là địa bàn tranh chấp giữa 2 tập đoàn phong kiến Lê – Trịnh với nhà Mạc, khi mà chính quyền nhà Mạc chỉ kiểm soát được vùng lãnh thổ từ Ninh Bình trở ra.

## Khu Chùa Bái Đính mới

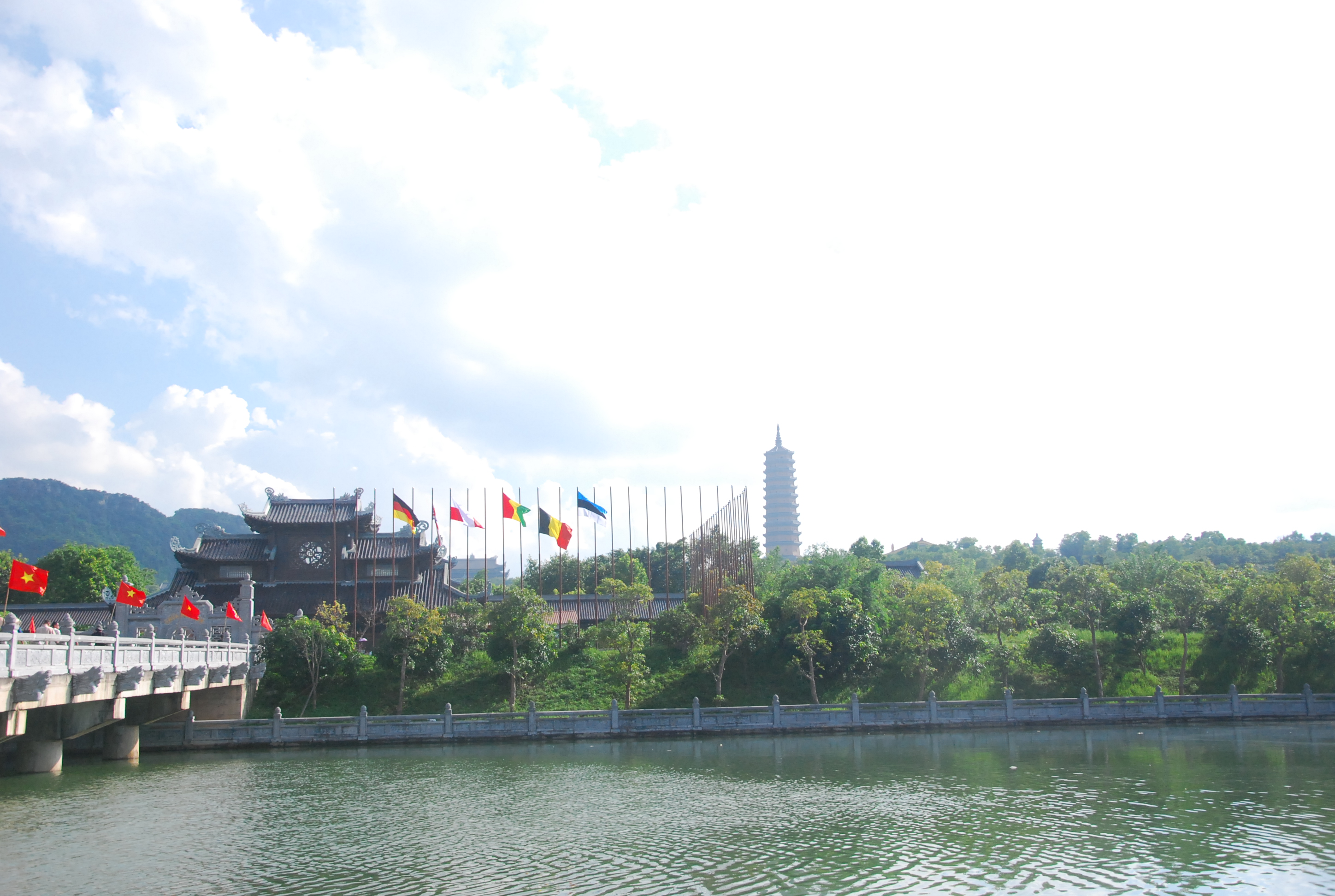
Cổng Tam Quan, Bảo tháp nằm ở phía xa

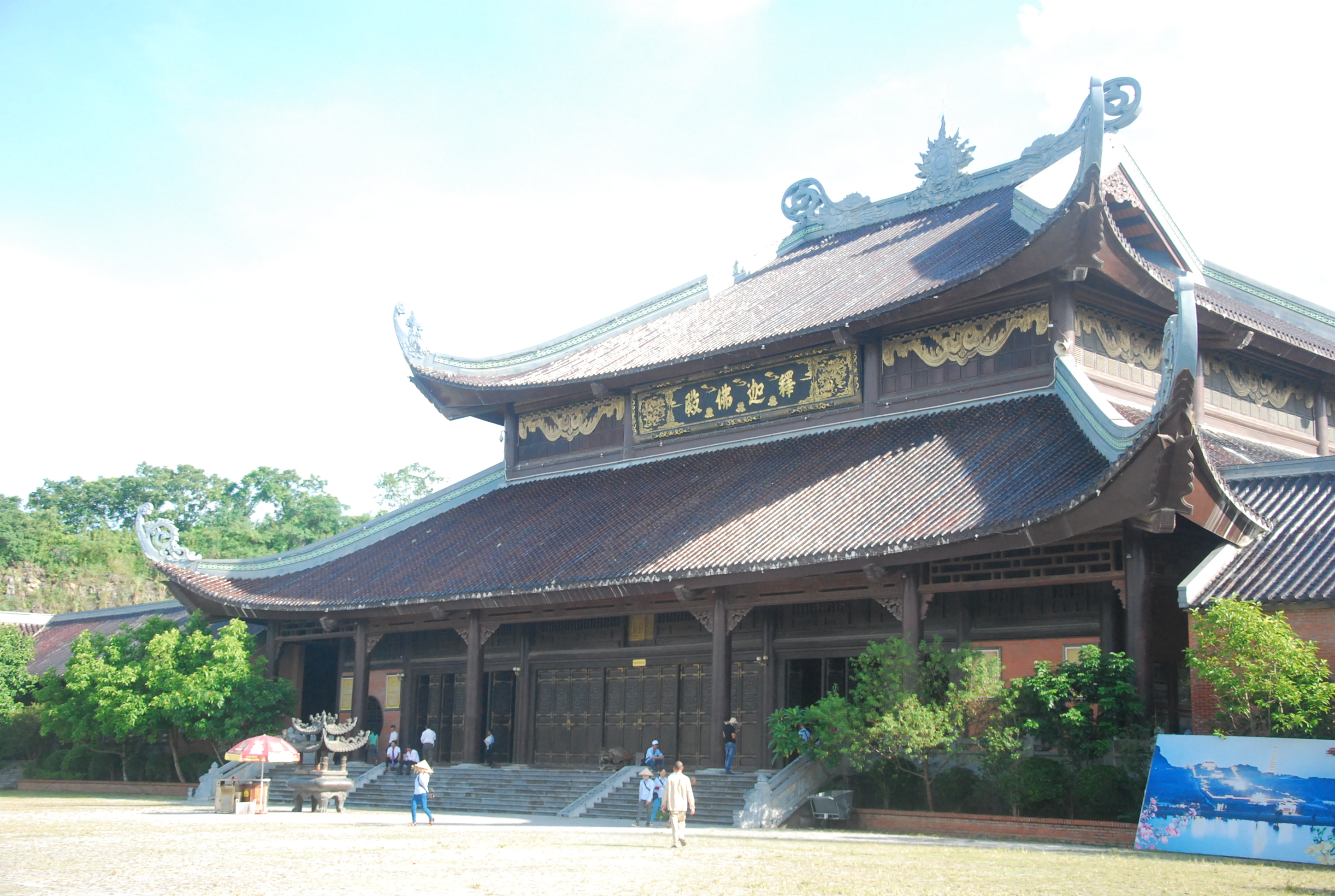
Điện Pháp chủ

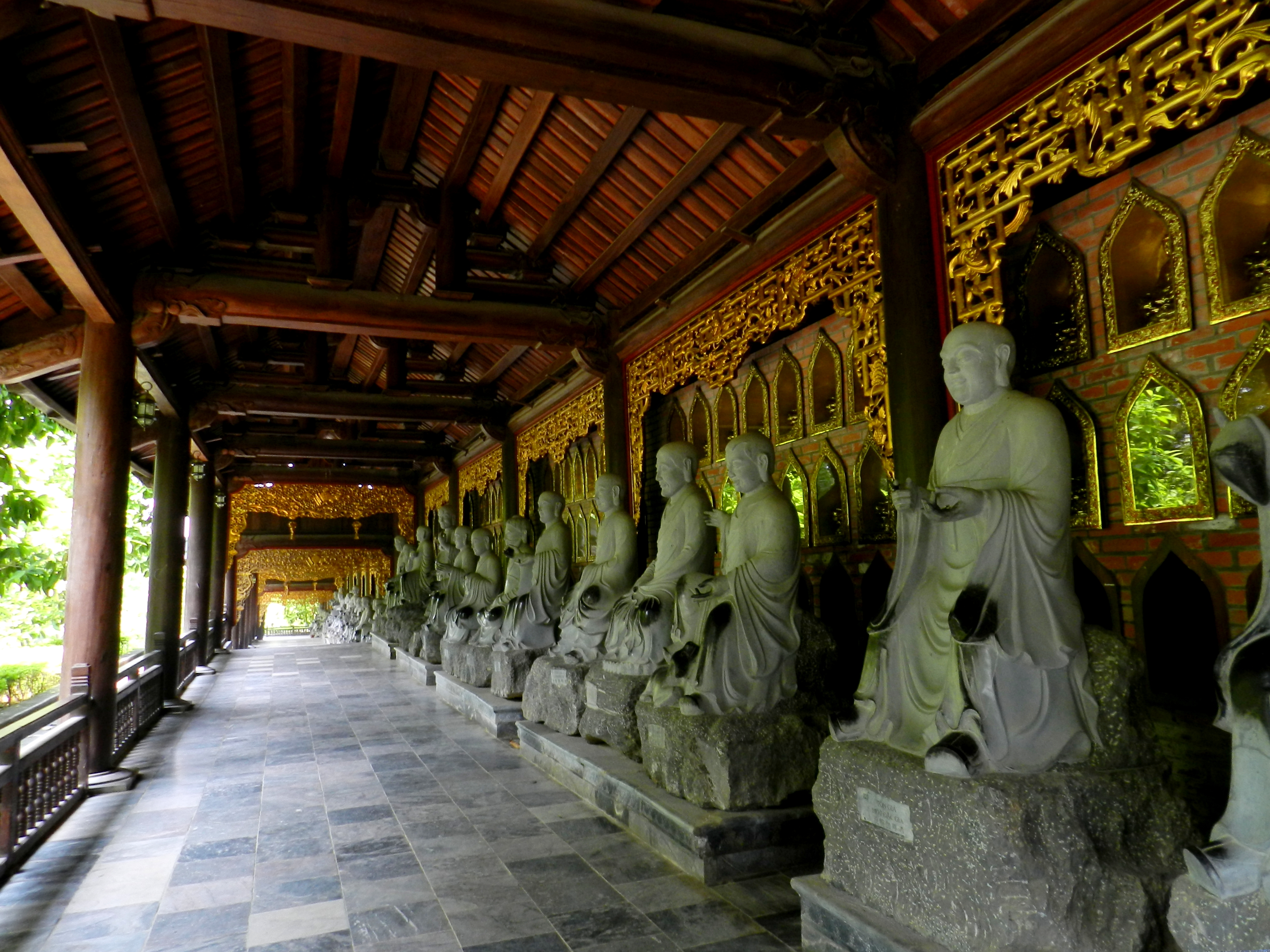
Hành lang La hán

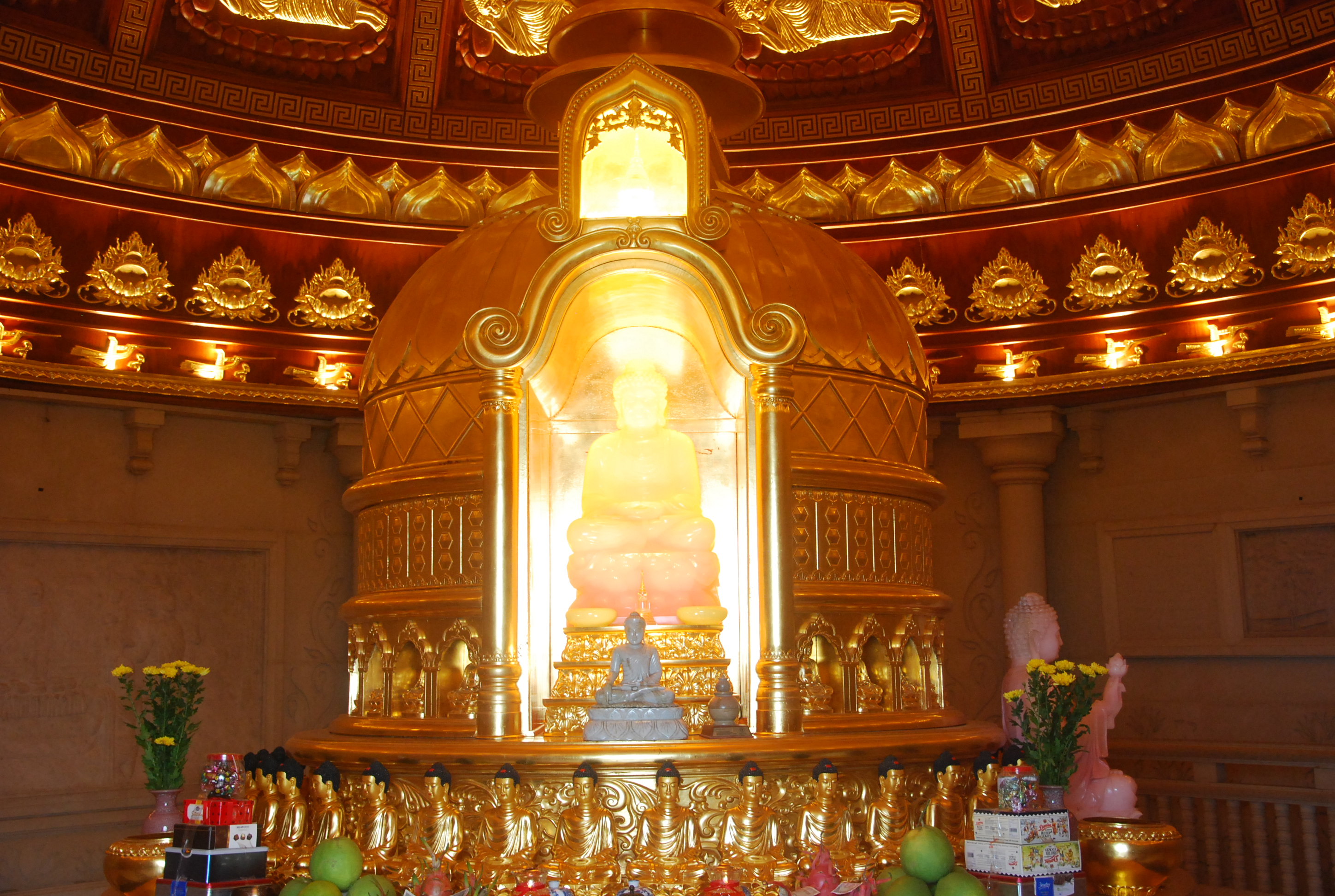
Tượng Phật ngọc trong Bảo tháp

Quần thể chùa Bái Đính hiện có diện tích 1700 ha bao gồm khu chùa Bái Đính cổ, khu chùa Bái Đính mới và các khu vực như: công viên văn hoá và học viện Phật giáo, khu đón tiếp và công viên cảnh quan, đường giao thông và bãi đố xe, khu hồ Đàm Thị, hồ phóng sinh...
Chủ trì thiết kế kiến trúc chùa Bái Đính là Giáo sư, Kiến trúc sư Hoàng Đạo Kính – Phó Chủ tịch Hội kiến trúc sư Việt Nam, nguyên Giám đốc Trung tâm thiết kế và tu bổ di tích Trung ương (Viện Bảo tồn di tích Việt Nam). Chùa Bái Đính mới (Bái Đính tân tự) có diện tích rộng 80 ha, nằm phía bên kia núi so với chùa cổ và ở phía tây cố đô Hoa Lư. Đây là một công trình lớn gồm nhiều hạng mục, kiến trúc chính: điện Tam Thế, điện Pháp Chủ, điện Quan Âm, Bảo Tháp, Tháp Chuông, Tượng phật Di Lặc và các công trình hạ tầng, phụ trợ, khu học viện Phật giáo, khu đón tiếp, Tam quan ngoại, Tam quan nội... được xây dựng trong nhiều giai đoạn khác nhau.
Kiến trúc khu chùa mới nổi bật với những hình khối lớn, hoành tráng mang đậm dấu ấn kiến trúc Việt Nam như sử dụng nguyên vật liệu chính ở địa phương (đá xanh Ninh Bình, gỗ tứ thiết), ngói men Bát Tràng màu nâu sẫm... Điều khác biệt nhất ở kiến trúc chùa Bái Đính thể hiện ở vòm mái màu nâu sẫm cong vút hình đuôi chim phượng, nó không giống với nét thẳng thô của chùa Trung Quốc. Các chi tiết trang chí kiến trúc chùa cũng mang đậm dấu ấn của các làng nghề truyền thống nổi tiếng ở Việt Nam. Chùa Bái Đính khi xây dựng được gọi là "đại công trường" với 500 nghệ nhân gồm rất nhiều tổ thợ đến từ những làng nghề nổi tiếng như mộc Phúc Lộc, trạm khắc đá Ninh Vân, đúc đồng Ý Yên, thêu ren Văn Lâm, sơn mài Cát Đằng, trạm bạc Đồng Xâm... các nghệ nhân này được sử dụng các vật liệu địa phương như gỗ lim, đá xanh Ninh Bình, ngói men Bát Tràng... để tạo ra nét thuần Việt trong kiến trúc chùa Bái Đính.
Điều đặc biệt ở công trường xây dựng chùa Bái Đính là không gian nơi đây luôn mở. Ngay từ khi xây dựng với đại tượng Phật còn đặt ở ngoài trời đã thu hút rất đông các đoàn người hành hương chiêm bái. Du khách có thể đi bất cứ nơi nào để quan sát các bộ phận công trình đang hình thành.

### Đặc điểm kiến trúc
Về vật liệu, hệ thống cột và kèo ở cổng Tam Quan, hành lang La Hán và điện Quan Âm được làm bằng gỗ tứ thiết, các công trình lớn hơn làm bê tông giả gỗ. Tất cả các mái sử dụng ngói men Bát Tràng, kiến trúc ba tầng mái cong vút hình đuôi của chim phượng. Về bố cục các kiến trúc chính như cổng Tam Quan, tháp chuông, điện Quan Âm, điệp Pháp Chủ, điện Tam Thế lần lượt có chiều cao đỉnh mái là 16.5 m, 22 m, 14.8 m, 30 m, 34 m với diện tích bên trong là 560 m², 225 m², 730 m², 2060 m² và 2370 m².
Về các đối tượng suy tôn, cổng Tam Quan với hai tượng Hộ pháp (ông Thiện và ông Ác) bằng đồng cao 5.5 m, nặng 12 tấn và 8 pho tượng Kim Cương. Hành lang La Hán gồm 234 gian nối liền với hai đầu Tam Quan, có chiều dài 1052 m và chiều cao sàn nâng dần theo độ dốc của sườn đồi là nơi bố trí 500 tượng La Hán bằng đá xanh Ninh Bình nguyên khối cao tới 2.5 m, nặng khoảng 4 tấn. Mỗi vị La Hán có một dáng vẻ khác nhau để miêu tả sự sống trần thế. Tháp chuông có 3 tầng mái, mỗi tầng mái có 8 mái ghép lại, tổng cộng là 24 mái với 24 đầu đao cong vút lên, bên trong treo một quả chuông nặng 36 tấn được cấp bằng xác nhận kỷ lục: "Đại hồng chung lớn nhất Việt Nam". Phía dưới quả chuông đồng này là một chiếc trống đồng lớn nặng 70 tấn nằm trên nền tháp chuông, và tiếng chuông của chùa Bái Đính vang xa đến đâu thể hiện sử phổ độ của Phật lên chúng sinh đến đó.
Các điện chính là nơi thờ Phật. Điện Quan Âm gồm 7 gian với gian giữa của điện đặt tượng Quan Thế Âm Bồ Tát nghìn tay nghìn mắt để thể hiện sự bao quát cứu vớt và phổ độ chúng sinh của Phật bà trên thế gian. Tượng Phật bà đúc bằng đồng nặng 80 tấn, cao 9.57 m được công nhận là pho tượng Quan Thế Âm Bồ Tát bằng đồng lớn nhất ở Việt Nam. Điện Pháp Chủ có 5 gian, gian giữa đặt pho tượng Phật Pháp Chủ bằng đồng cao 10 m, nặng 100 tấn, được xác nhận kỷ lục "Pho tượng Phật Thích Ca bằng đồng lớn nhất Việt Nam". Trong điện còn treo 3 bức hoành phi và 3 cửa võng lớn nhất Việt Nam. Điện Tam Thế tọa lạc ở trên đồi cao so với mặt nước biển là 76 m, dài 59.1 m, rộng hơn 40 m. Trong điện Tam Thế đặt 3 pho tượng Tam Thế Phật (quá khứ, hiện tại và tương lai) bằng đồng cao 7.2 m, nặng 50 tấn, được xác nhận kỷ lục: "Ngôi chùa có bộ tượng Tam Thế bằng đồng lớn nhất Việt Nam".
Tượng Phật Di Lặc là bức tượng được Trung tâm sách kỷ lục Việt Nam – Vietkings công nhận là tượng lớn nhất Việt Nam, nặng 80 tấn, cao 10m, an vị trên một ngọn đồi của chùa Bái Đính. Bảo Tháp là công trình cao hơn 100 mét, với 13 tầng bảo tháp, 72 bậc cầu thang, toà bảo tháp tại Chùa Bái Đính hiện đang trưng bày xá lợi Phật linh thiêng từ Ấn Độ và Miến Điện. Trần bảo tháp được thiết kế theo phong cách Ấn Độ huyền bí. Các bức tường xung quanh bên trong tháp đều được điêu khắc các hình tượng liên quan đến Phật pháp. Hàng nghìn bức tượng nhỏ được đặt trang trí quanh bảo tháp.

### Những kỷ lục
Chùa Bái Đính được báo giới nhắc đến như là một ngôi chùa lớn với những kỷ lục châu Á và khu vực, theo sách Kỷ lục Việt Nam và sách Kỷ lục châu Á. Tính đến ngày 6 tháng 6 năm 2009 ngôi chùa này đã có 6 kỷ lục được công nhận. Ngày 28 tháng 2 năm 2012 chùa có thêm 2 kỷ lục chùa lớn nhất châu Á được xác lập. Những kỷ lục của chùa Bái Đính được xác lập gồm:
- Tượng Phật bằng đồng dát vàng lớn nhất châu Á.: Tượng đồng 100 tấn ở trong điện Pháp Chủ
- Tượng Phật Di lặc bằng đồng lớn nhất Đông Nam Á: tượng Phật Di lặc 100 tấn ngoài trời.
- Chuông đồng lớn nhất Việt Nam: Đại hồng chuông nặng 36 tấn trong Tháp Chuông.
- Bảo Tháp cao nhất châu Á: Bảo Tháp chùa Bái Đính (Ninh Bình) có 13 tầng, cao 100m.[29]
- Khu chùa rộng nhất Việt Nam: tổng 539 ha (riêng chùa cổ 27 ha, chùa mới 80 ha).[20][30]
- Khu chùa có hành lang La Hán dài nhất châu Á: hành lang La Hán dài gần 3 km.
- Khu chùa có nhiều tượng La Hán nhất Việt Nam: 500 vị bằng đá xanh cao khoảng 2m.
- Khu chùa có giếng ngọc lớn nhất Việt Nam.
- Khu chùa có số cây bồ đề nhiều nhất Việt Nam: 100 cây bồ đề được chiết từ cây bồ đề Ấn Độ.[31][32]

### Những sự kiện văn hóa
Với vai trò là một trung tâm Phật giáo, khu chùa Bái Đính là nơi diễn ra nhiều sự kiện văn hóa, chính trị lớn:
- Ngày 17/5/2008, chùa Bái Đính là địa điểm để đại biểu các nước tham quan, chiêm bái trong đại lễ Phật đản thế giới tổ chức lần đầu tiên tại Việt Nam.[33]

- Chùa Bái Đính là nơi đón nhiều nguyên thủ quốc gia về thăm khi tới Ninh Bình: Từ cuối năm 2007 đến 2008, khi chưa khánh thành, chùa Bái Đính đã được tổng bí thư Nông Đức Mạnh, chủ tịch nước Nguyễn Minh Triết, thủ tướng chính phủ Nguyễn Tấn Dũng tới thăm và trồng cây tại lưu niệm.[34] Ngày 28 tháng 1 năm 2012 (tức ngày 6 tháng 1 âm lịch), Phó thủ tướng Nguyễn Xuân Phúc đánh trống khai hội chùa Bái Đính 2012;[35] Ngày 29 tháng 1 năm 2012 Chủ tịch nước Trương Tấn Sang về thăm và phát động Tết trồng cây Xuân 2012.[36]
- Ngày 25/6/2008, Quốc Vương Campuchia Norodom Sihamoni thăm chùa Bái Đính. Ông đã tặng chùa Bái Đính bức tượng Di đà bằng chất liệu đá Campuchia, đặt tại điện Tam Thế và trồng cây lưu niệm tại chùa.[37] Ngày 18/1/2009 phái đoàn của chủ tịch Quốc hội Campuchia cũng đến tham quan khu chùa.
- Ngày 6/6/2009 Trung ương Giáo hội Phật giáo Việt Nam cử hành đại lễ cung nghinh ngọc xá lợi Phật về thờ tại chùa Bái Đính. Đây là sự kiện văn hóa, tôn giáo rất đặc biệt và lộ trình rước ngọc xá lợi được bảo vệ nghiêm ngặt để đưa 16 viên ngọc xá lợi Phật và xá lợi các Thánh Tăng có nguồn gốc và lịch sử lưu giữ suốt hơn 2500 năm ở nhiều quốc gia như Ấn Độ, Myanmar, Sri Lanka, Thái Lan.[38]
- Ngày 3/3/2010 Chủ tịch Phật giáo thế giới ở Ấn Độ tặng Giáo hội Phật giáo Việt Nam Ngọc xá lợi Phật. Đây là lần đầu tiên Giáo hội Phật giáo Việt Nam chính thức cử hành cung nghinh xá lợi Phật từ Ấn Độ về nước. Và là lần thứ hai Giáo hội Phật giáo Việt Nam chính thức tổ chức đại lễ cung nghinh Ngọc xá lợi Phật.[39] Cả hai sự kiện đều diễn ra ở chùa Bái Đính trước sự chứng kiến của phó chủ tịch nước Nguyễn Thị Doan.[40]
- Hội nghị Thượng đỉnh Phật giáo Thế giới lần thứ VI diễn ra tại Việt Nam vào tháng 11 năm 2010 với chủ đề chính: "Phật giáo và mối quan tâm toàn cầu". Bên cạnh đó, các đại biểu Hội nghị vào ngày 24-25 tháng 11 tham quan Vịnh Hạ Long và chùa Bái Đính.
- Ngày 21/8/2011, Đoàn đại biểu Quốc tế dự Đại hội Liên Hiệp UNESCO thế giới 2011 với 500 người về thăm chùa Bái Đính và thực hiện nghi lễ Phật giáo "Cầu nguyện thế giới hoà bình, cầu nguyện lý tưởng hoà bình của UNESCO trở thành hiện thực".[41]
- Ngày 4/10/2012, Thủ tướng chính phủ Cộng hòa nhân dân Bangladesh, bà Sheikh Hasina-Chủ tịch Đảng liên đoàn nhân dân Bangladesh cùng đoàn đại biểu Chính phủ Bangladesh và đại diện Đại sứ quán Việt Nam tại Bangladesh, Bộ Ngoại giao đến thăm chùa Bái Đính.[42]
- Ngày 16/11/2012, từ 6h30 đến 18h30 tại chùa Bái Đính, Ủy ban An toàn giao thông Quốc gia vào Giáo hội Phật giáo Việt Nam tổ chức lễ cầu siêu tưởng niệm nạn nhân tai nạn giao thông.[43]
- Từ ngày 21-22/11/2012, Tổ chức Du lịch thế giới (UNWTO), Bộ VHTTDL Việt Nam và ủy ban nhân dân tỉnh Ninh Bình phối hợp tổ chức Hội nghị quốc tế về du lịch tâm linh vì sự phát triển bền vững tại chùa Bái Đính.[44]
- Từ ngày 7-11/5/2014, Đại lễ Vesak Liên Hợp Quốc 2014 và Hội thảo Phật giáo quốc tế đã được tổ chức tại chùa Bái Đính, Ninh Bình trong 5 ngày với khoảng 10.000 người tham dự, trong đó có 1.500 lãnh đạo các giáo hội, hệ phái Phật giáo, các Giáo sư, Tiến sĩ, học giả Phật giáo cũng như các phật tử hành trì thuộc nhiều truyền thống Phật giáo đến từ khoảng 90 – 100 quốc gia, vùng lãnh thổ trên thế giới.[45]
- Ngày 23/1/2015, Trung tâm hội nghị chùa Bái Đính là nơi diễn ra sự kiện đón nhận bằng của UNESCO vinh danh quần thể danh thắng Tràng An là di sản văn hóa và thiên nhiên thế giới.[46]
- Ngày 12/5/2019, Tổng thống Myanmar Win Myint cùng phu nhân và đoàn công tác đã đến thăm chùa Bái Đính Ninh Bình.[47]
- Ngày 4/5/2025, Tổng thống Sri Lanka Anura Kumara Disanayaka thăm chùa Bái Đính trong chuyến thăm và làm việc tại Việt Nam.[48]

## Lễ hội chùa Bái Đính

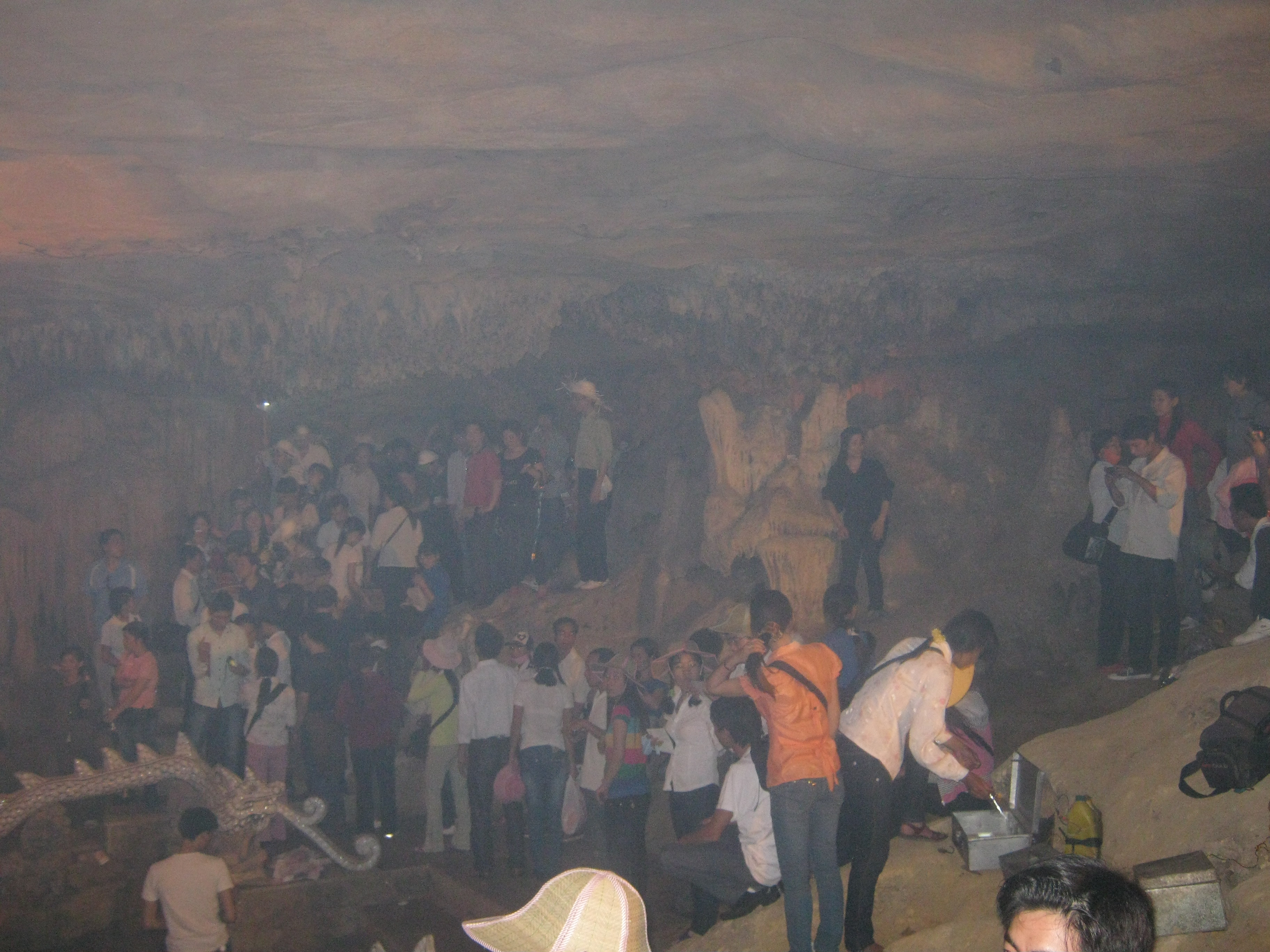
Những hang động của chùa Bái Đính cổ luôn tấp nập người trẩy hội xuân

Lễ hội chùa Bái Đính là một lễ hội xuân, diễn ra từ chiều ngày mùng 1 tết, khai mạc ngày mùng 6 tết và kéo dài đến hết tháng 3, khởi đầu cho những lễ hội hành hương về vùng đất cố đô Hoa Lư tỉnh Ninh Bình. Ngoài thời gian trên trong năm, du khách đến tham quan chùa sẽ được thăm thú các hoạt động văn hóa của lễ hội.
Lễ hội chùa Bái Đính gồm 2 phần. Phần lễ gồm các nghi thức thắp hương thờ Phật, tưởng nhớ công đức Thánh Nguyễn Minh Không, lễ tế thần Cao Sơn và chầu thánh Mẫu Thượng Ngàn. Lễ hội chùa Bái Đính bắt đầu bằng nghi thức rước kiệu mang bài vị thờ Thần Cao Sơn, Đức Thánh Nguyễn và Bà chúa Thượng Ngàn từ khu chùa cổ ra khu chùa mới để tiến hành phần hội. Phần hội chùa Bái Đính gồm có các trò chơi dân gian, thăm thú hang động, vãn cảnh chùa, thưởng thức nghệ thuật hát Chèo, Xẩm đất Cố đô. Phần sân khấu hóa thường do Nhà hát Chèo Ninh Bình đảm nhiệm có tái hiện lễ đăng đàn xã tắc của Đinh Tiên Hoàng Đế và lễ tế cờ của Vua Quang Trung trên núi Đính trước giờ xung trận.
Với ưu thế của một quần thể chùa rộng, lễ hội chùa Bái Đính là một lễ hội lớn, thu hút đông du khách tham gia. Do có những điển tích gắn với các vị vua Đinh Tiên Hoàng, Quang Trung, Lê Thánh Tông và tín ngưỡng thờ thánh Nguyễn, thần Cao Sơn, Bà chúa thượng ngàn nên lễ hội chùa Bái Đính vừa có sự sùng bái tự nhiên, vừa thể hiện tín ngưỡng đạo Phật, đạo Mẫu lại có cả Nho giáo.

## Chi phí du lịch
Năm 2019, mức phí gửi xe ô tô vào khu vực chùa Bái Đính 40.000 đồng, còn xe máy 15.000 đồng. Do địa điểm đỗ xe cách cổng Tam quan Chùa Bái Đính xa tới khoảng 4 km, đa phần du khách buộc phải lựa chọn đi xe điện chứ không thể đi bộ đến chùa, mỗi người phải trả phí 30.000 đồng/lượt, cả đi và về là 60 nghìn đồng. Dịch vụ hướng dẫn viên về ngôi chùa lớn nhất khu vực với chi phí 300.000 đồng cho các ngôi chùa mới, cả chùa mới và chùa cổ là 500.000 đồng. Chi phí đi vệ sinh 2.000 đồng/lượt, lên Bảo tháp Chùa Bái Đính vé giá 50.000 đồng.

## Hình ảnh

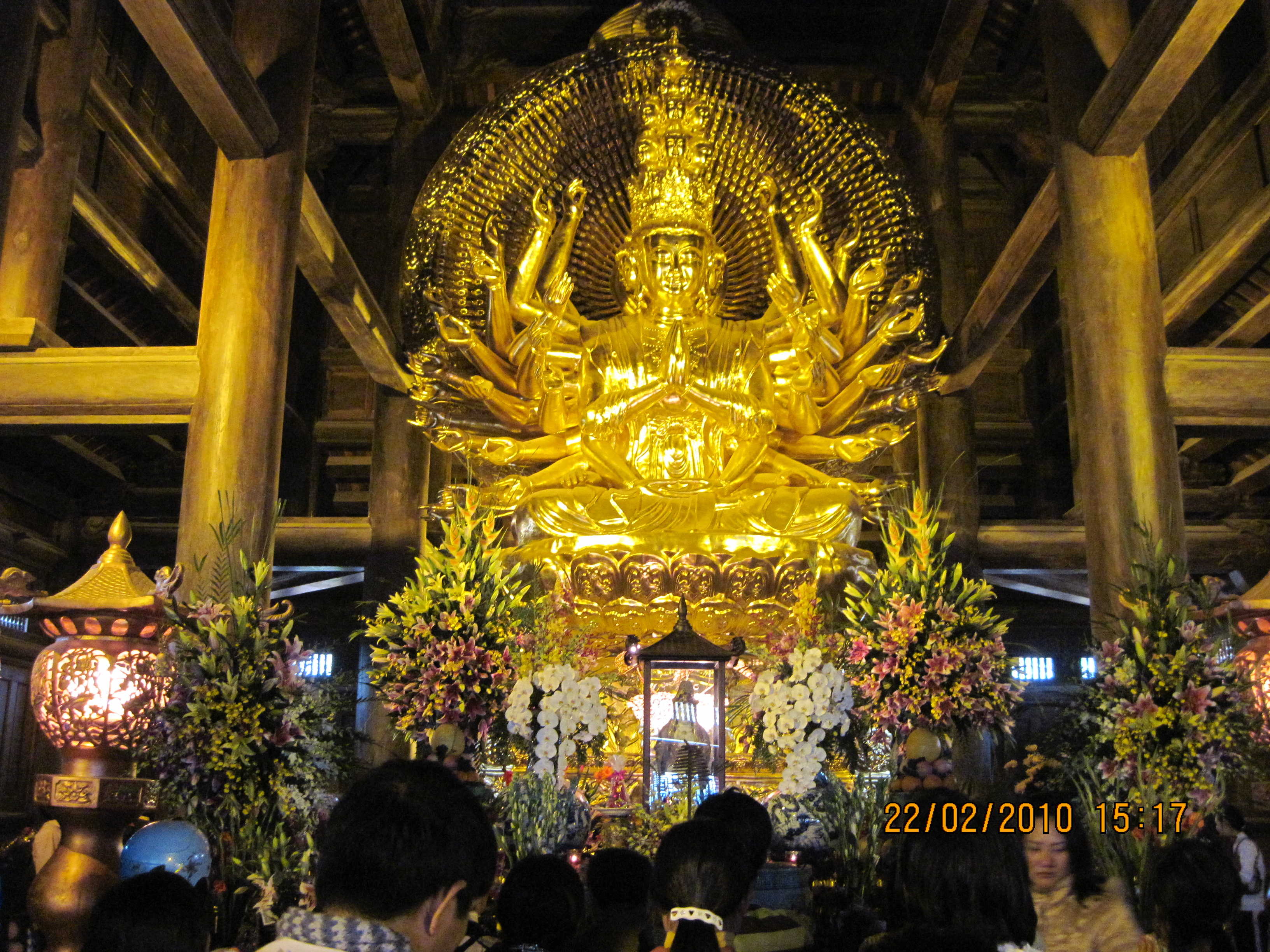
Tượng Phật Quan Âm bằng đồng nặng 90 tấn
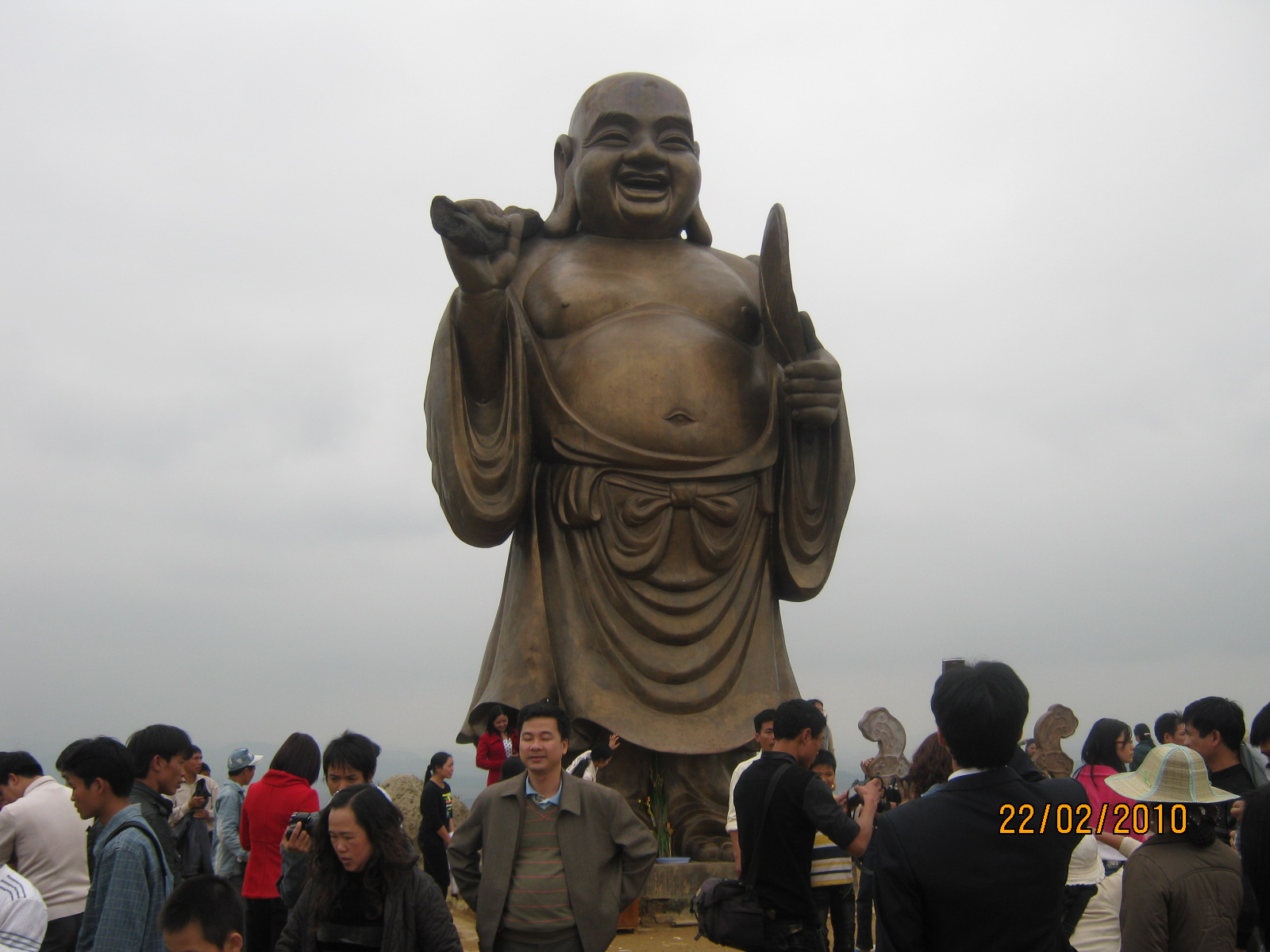
Đại tượng Phật Di Lặc (Bố Đại) bằng đồng ngoài trời nặng 100 tấn kỷ lục Việt Nam
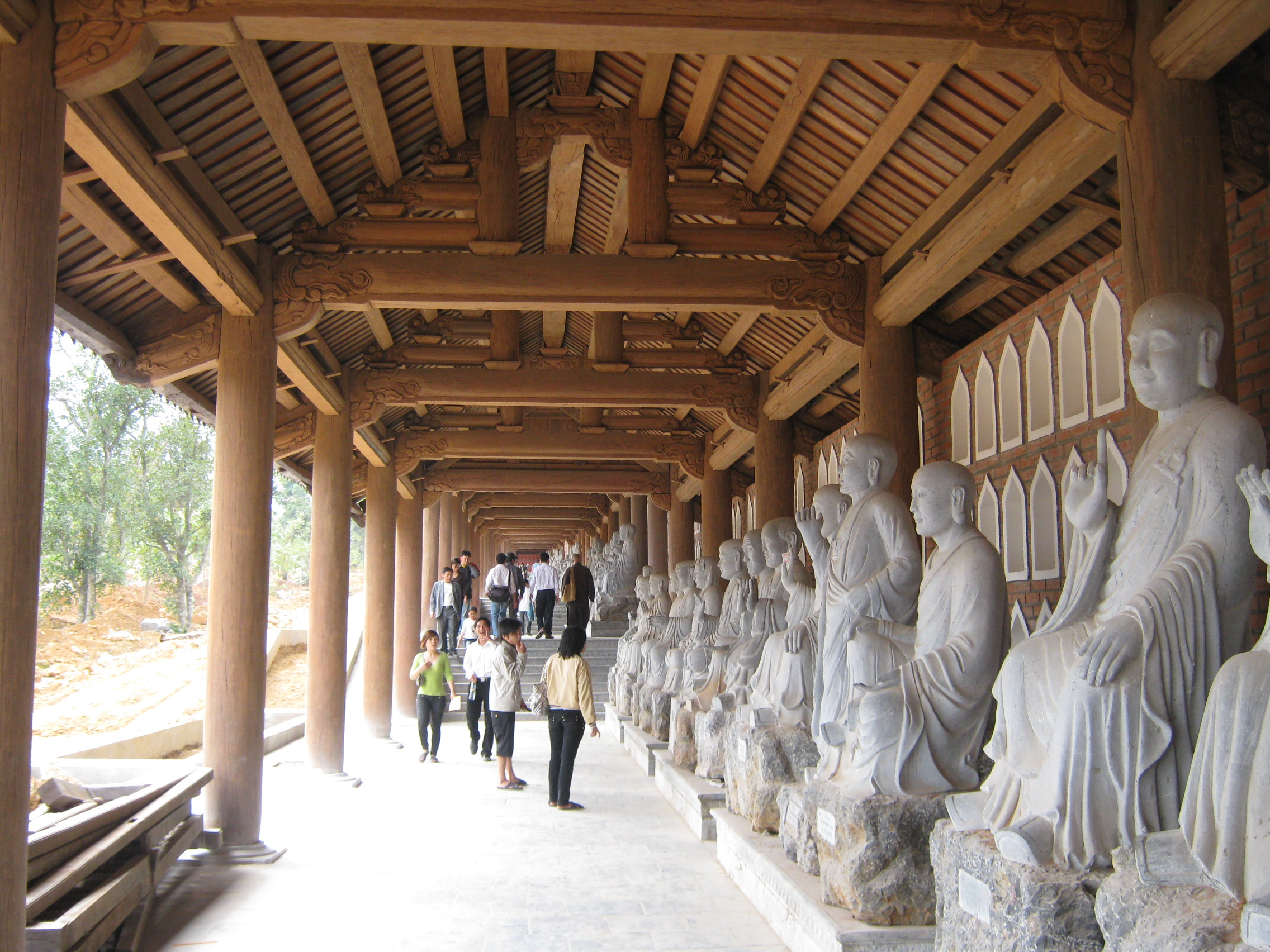
Hành lang với 500 La Hán bằng đá xanh
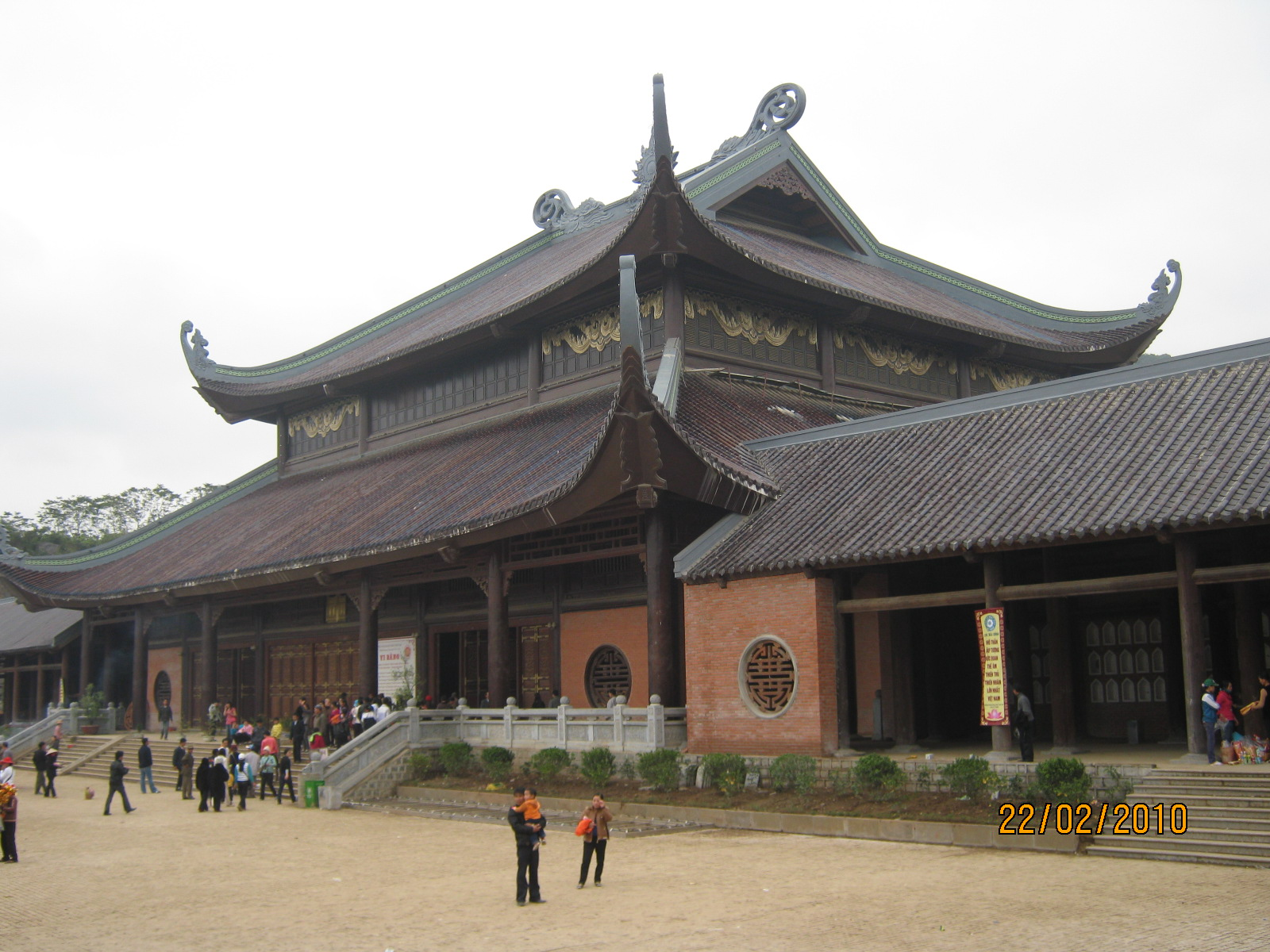
Điện Pháp Chủ thờ Phật Thích ca
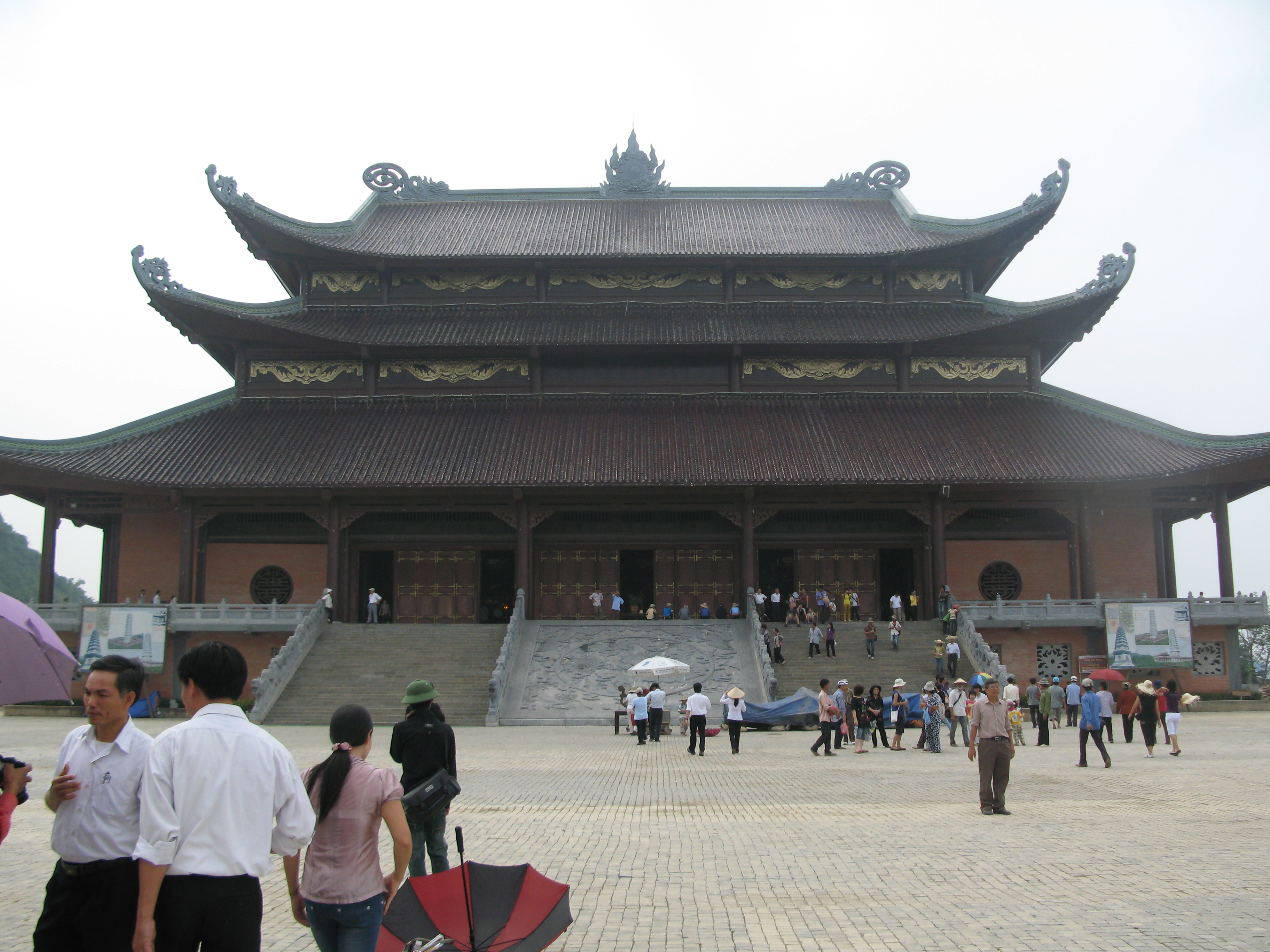
Điện Tam Thế
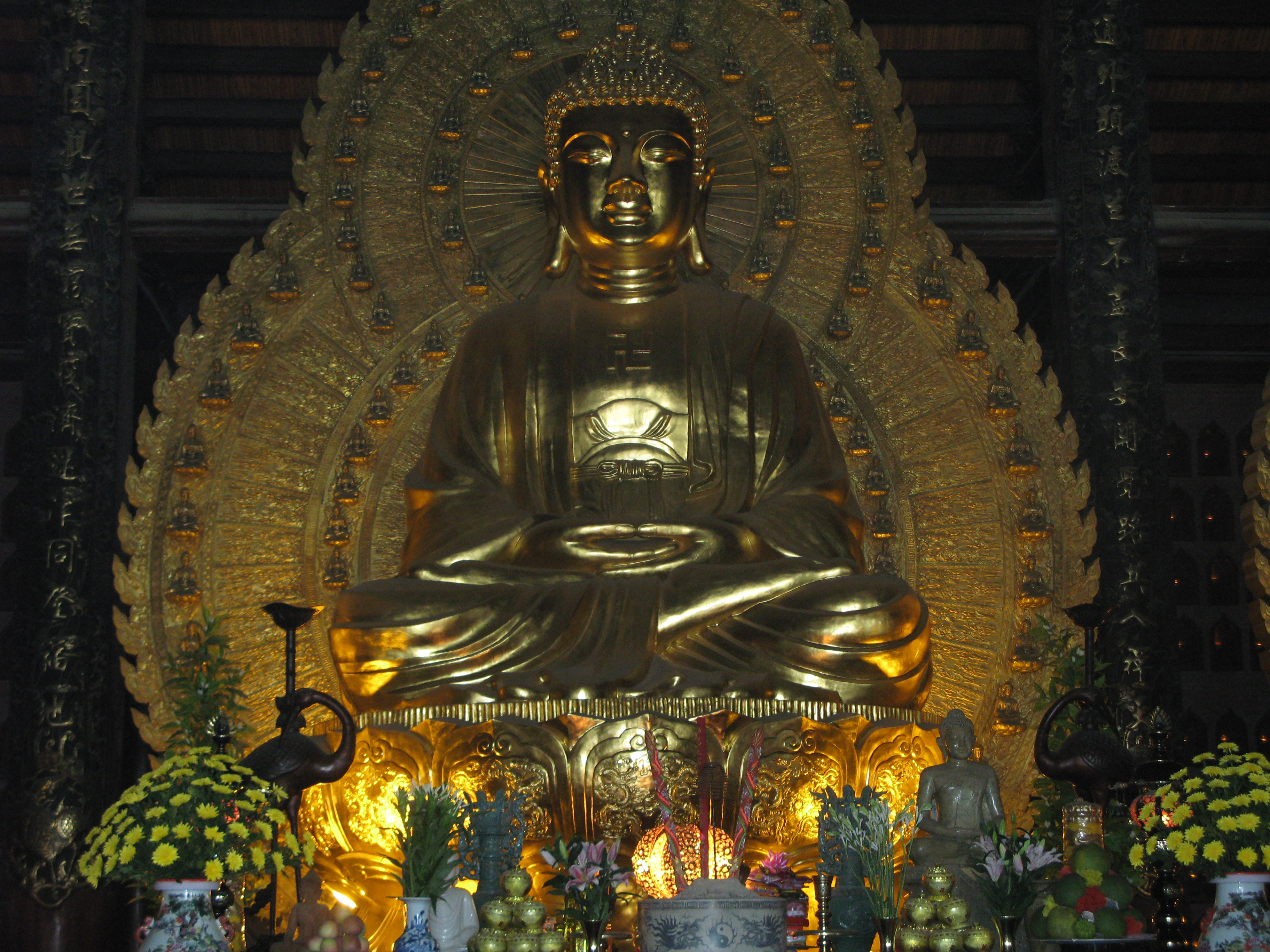
Tam Thế Tượng
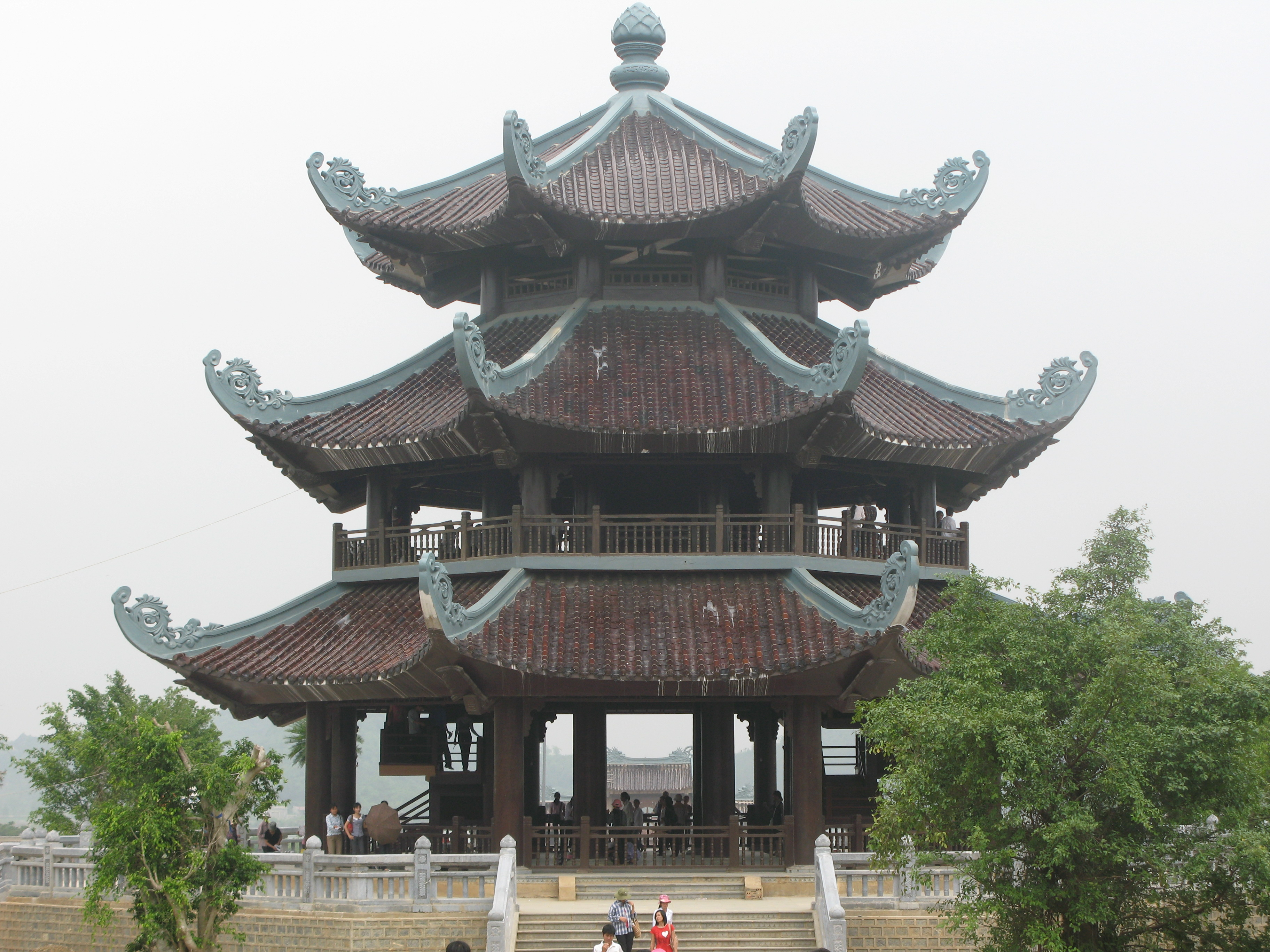
Gác chuông có trống đồng và chuông đồng
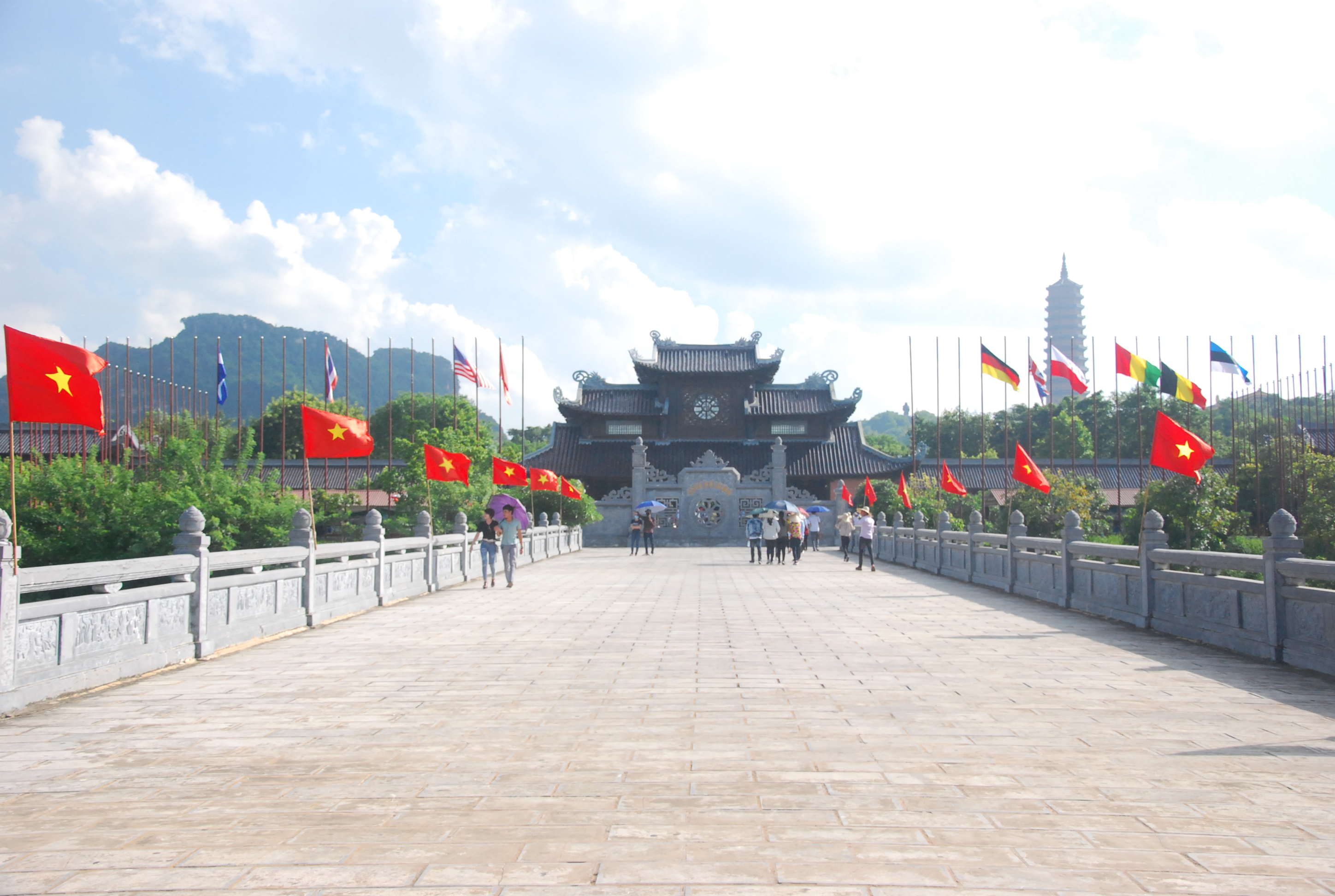
Cầu đá vào cổng Tam Quan trong
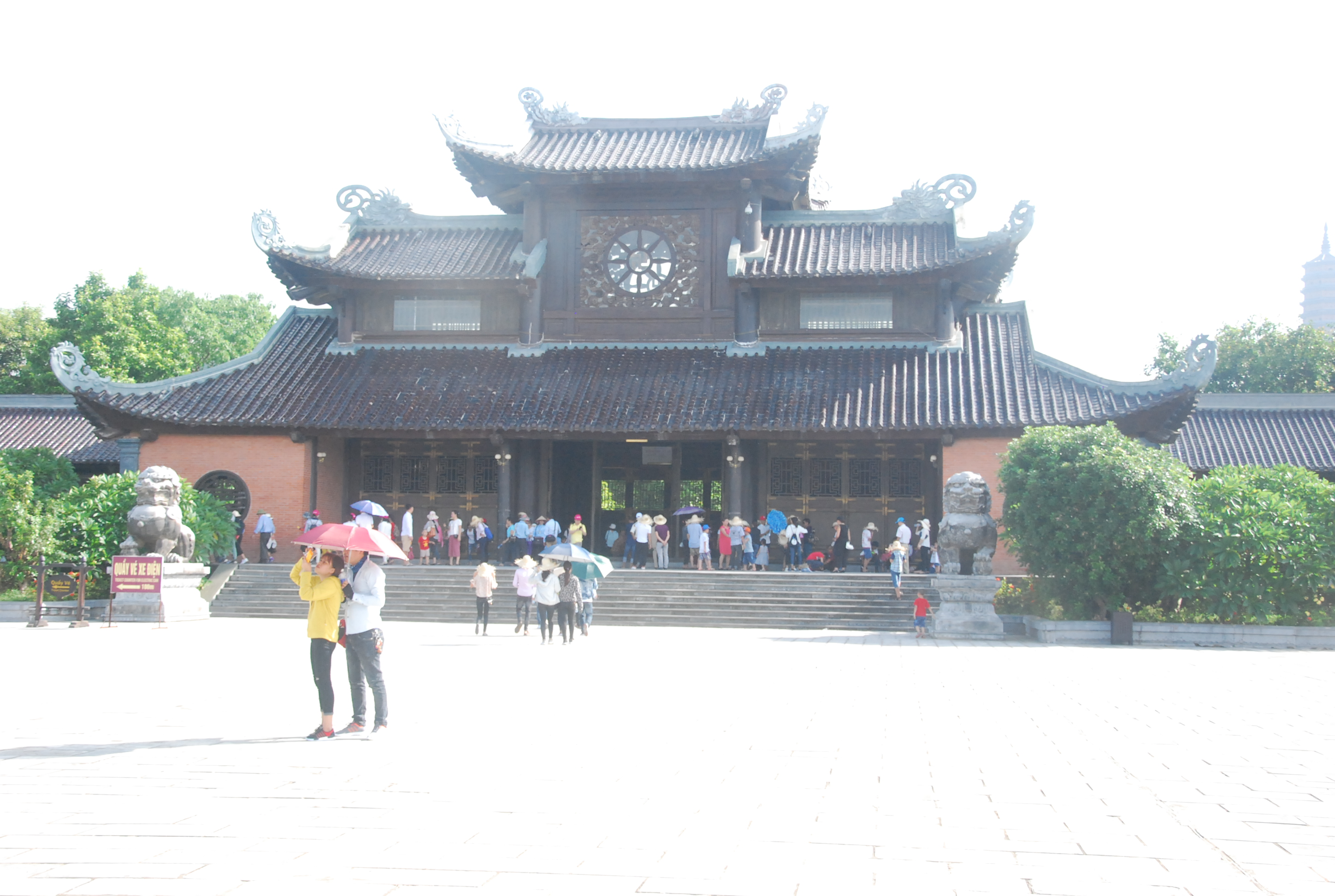
Cổng Tam Quan trong
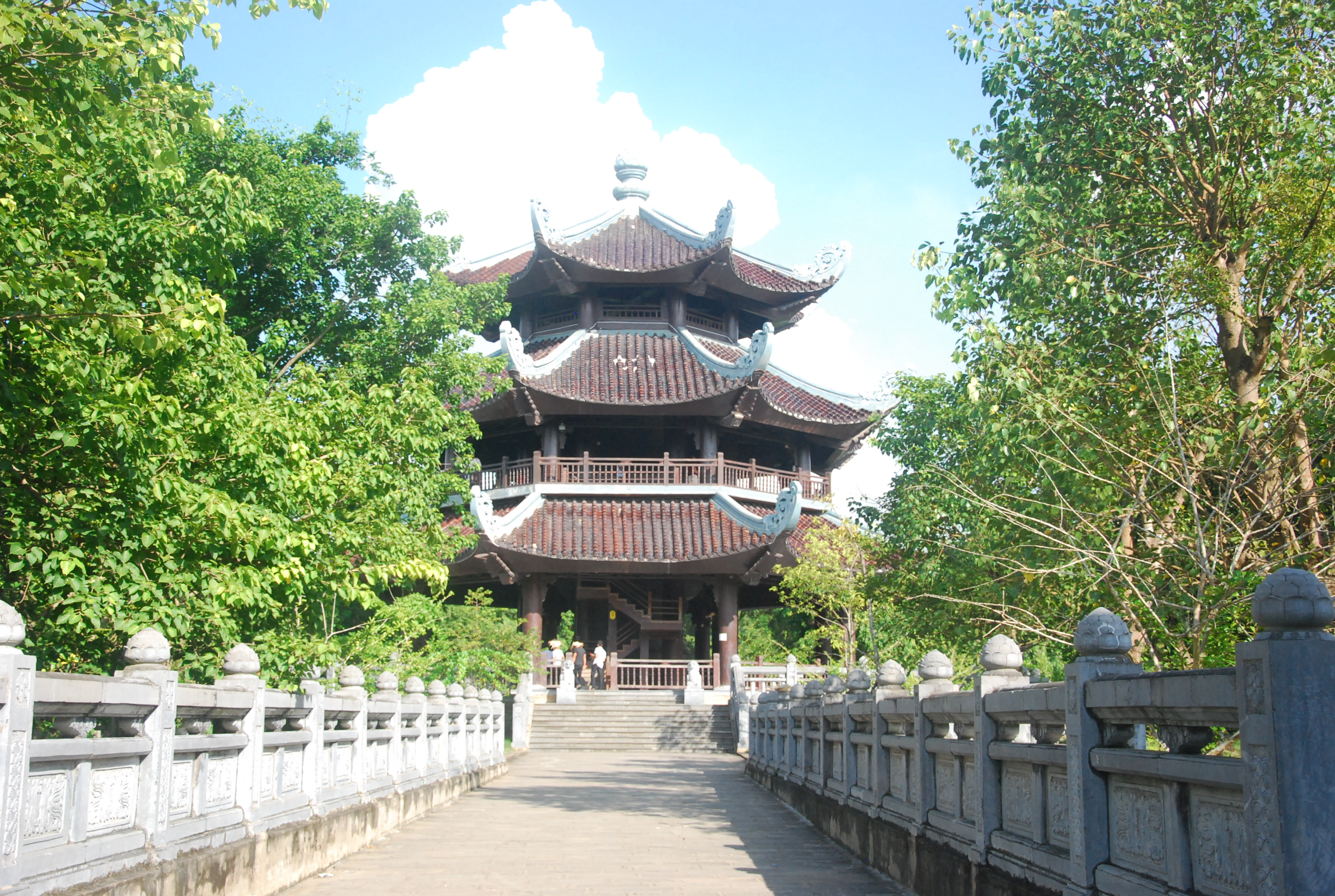
Đường ra gác chuông
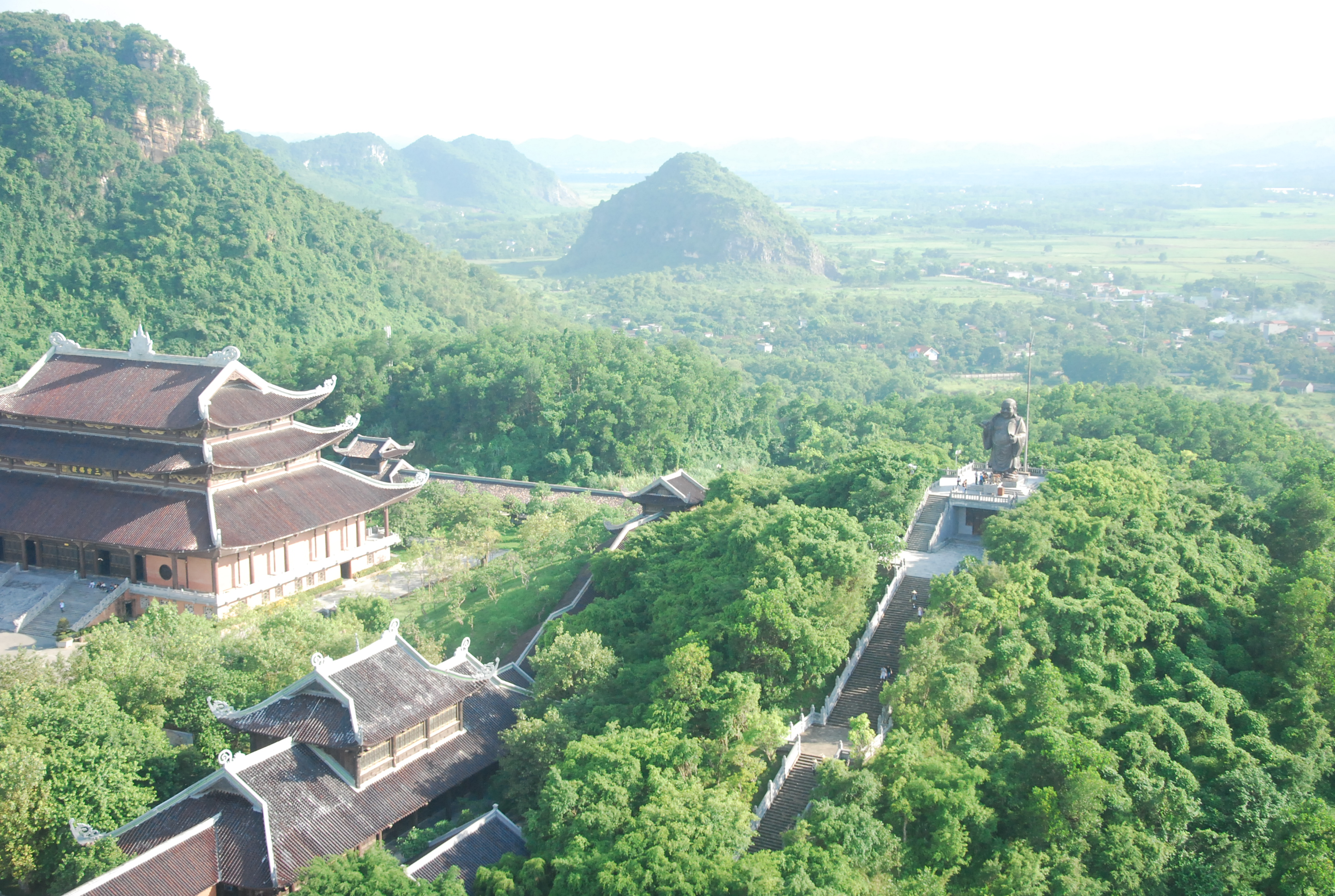
Tượng Phật Di Lặc
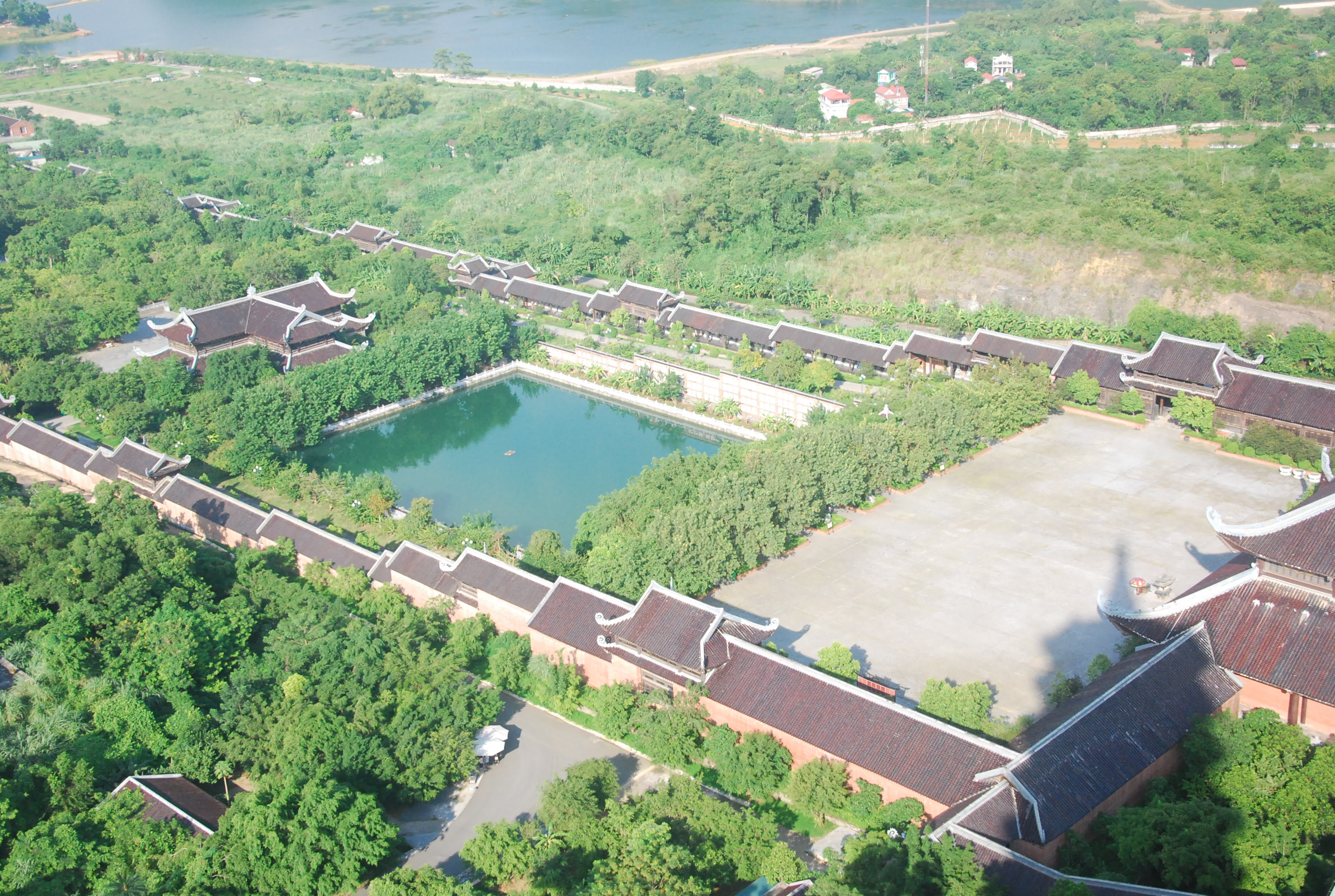
Hồ Phóng sinh
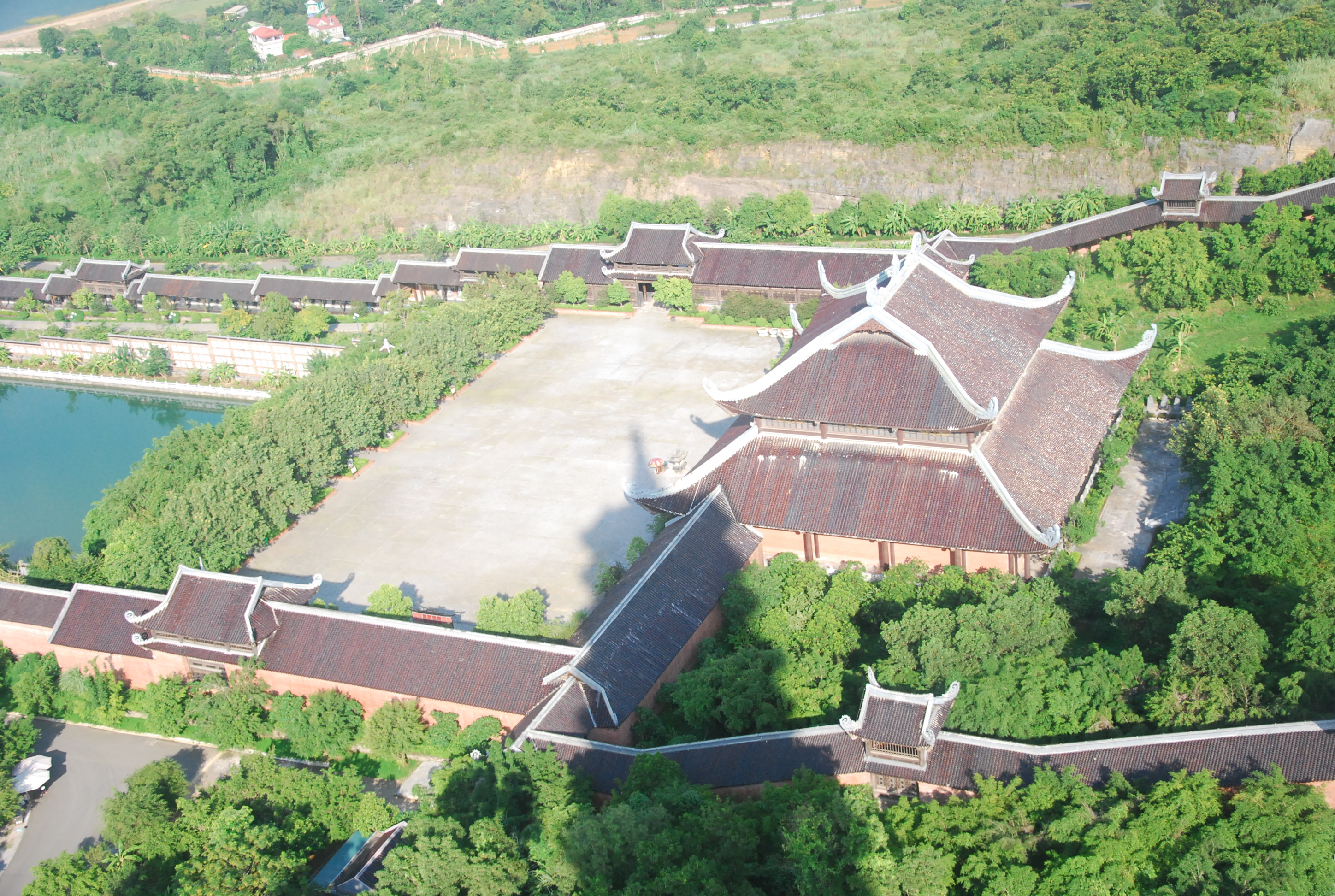
Toàn cảnh Điệp Pháp Chủ
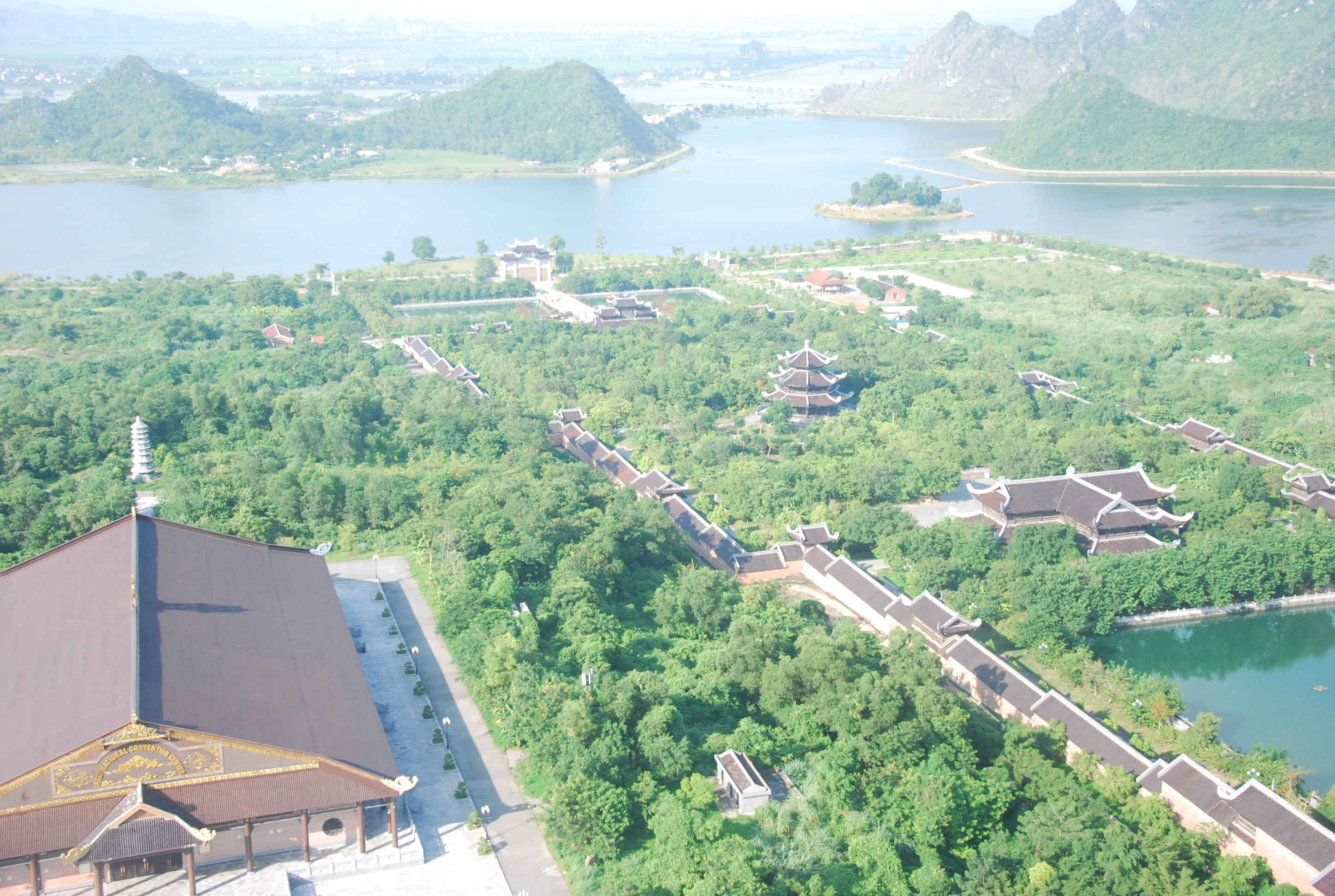
Từ Tam Quan Ngoài đến Điện Quan Âm
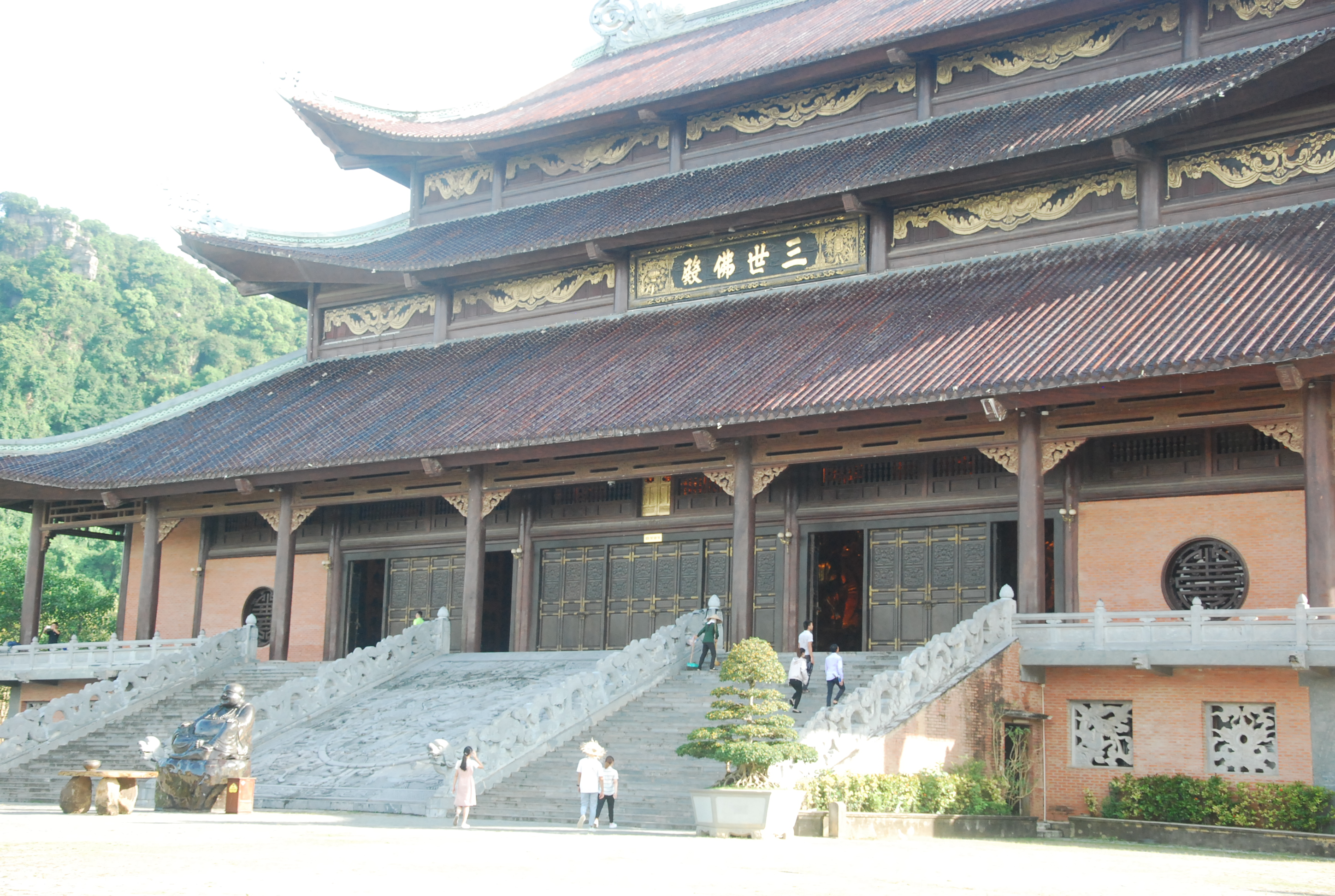
Điện Tam Thế
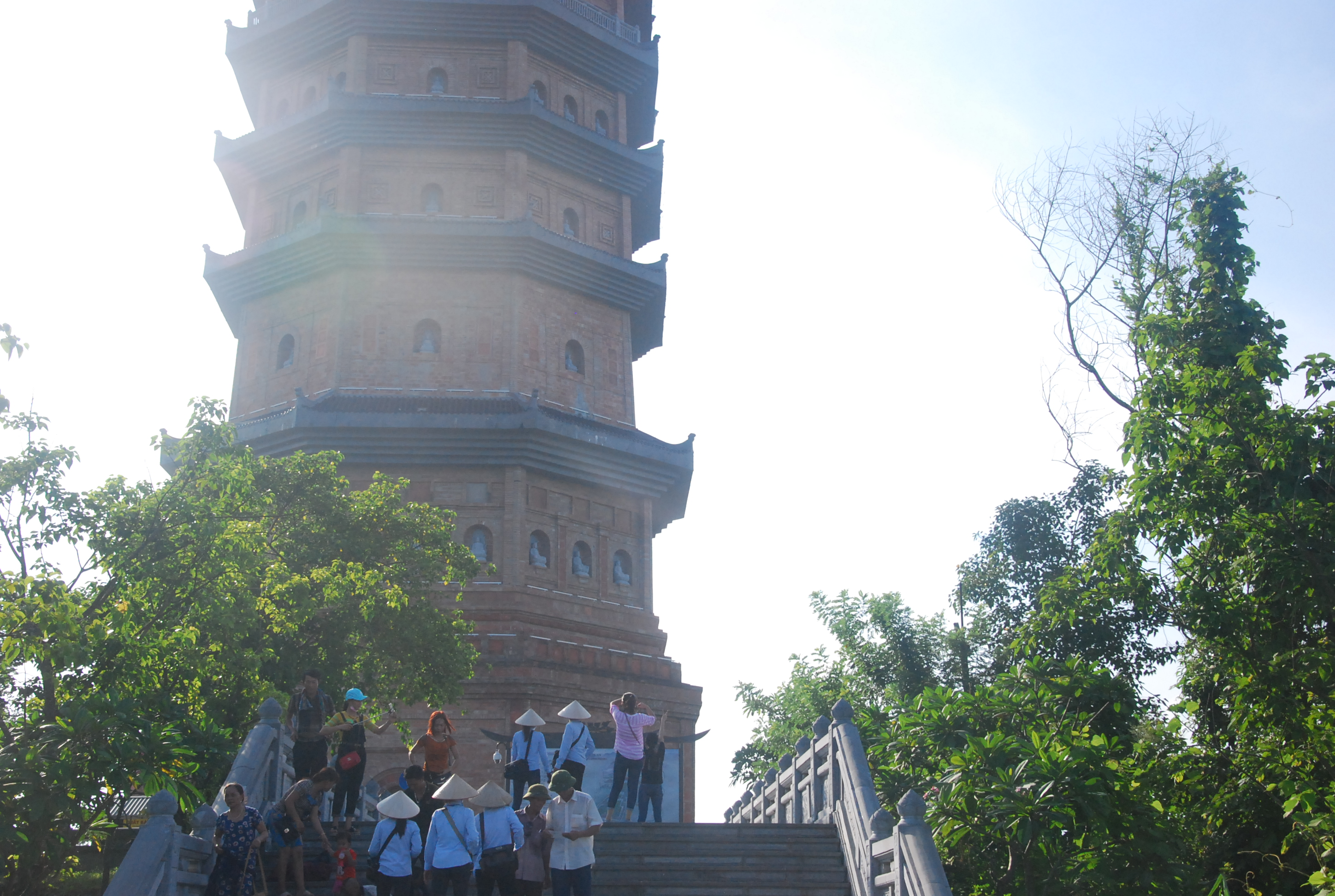
Du khách thăm Bảo tháp
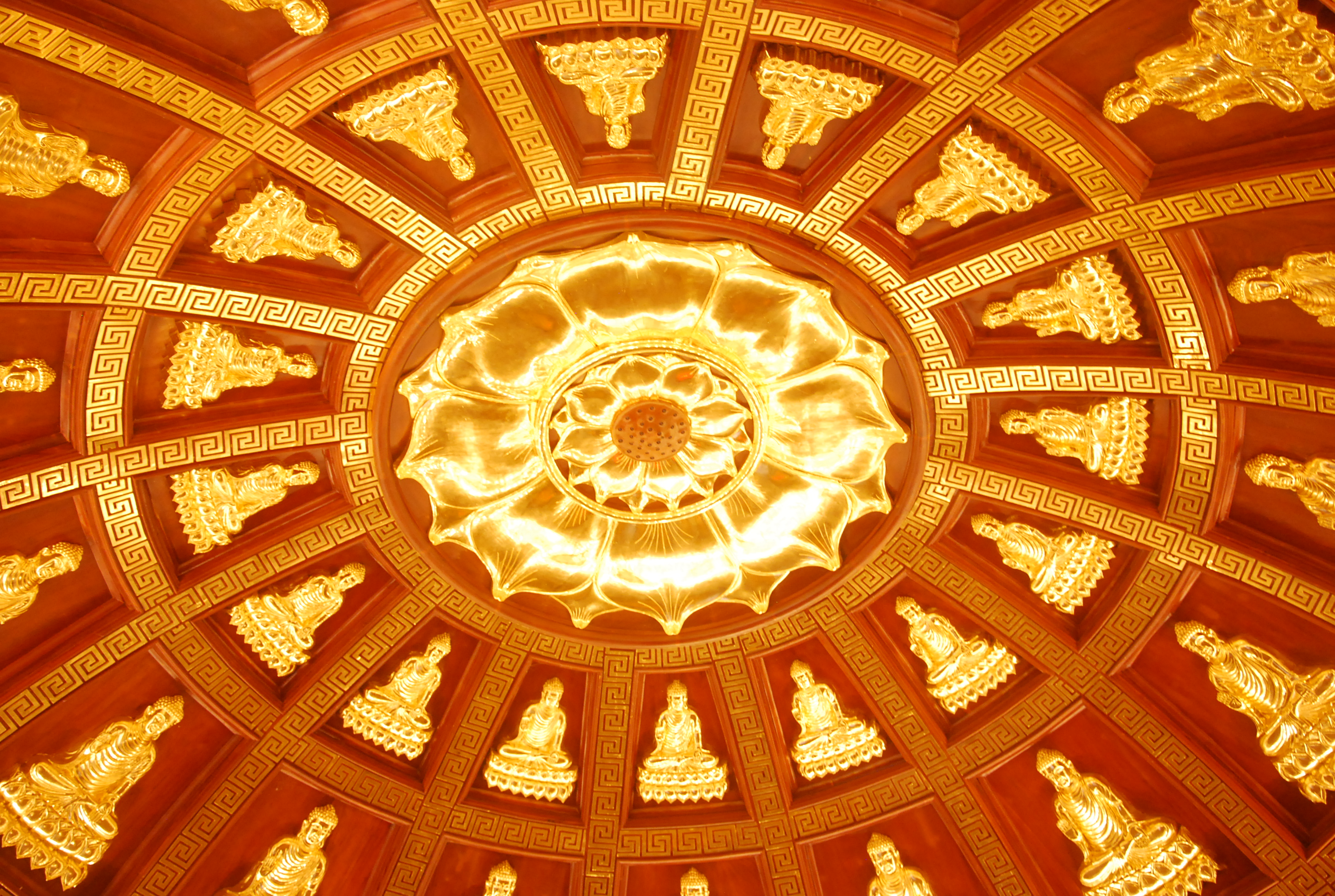
Phù điêu trần Bảo tháp
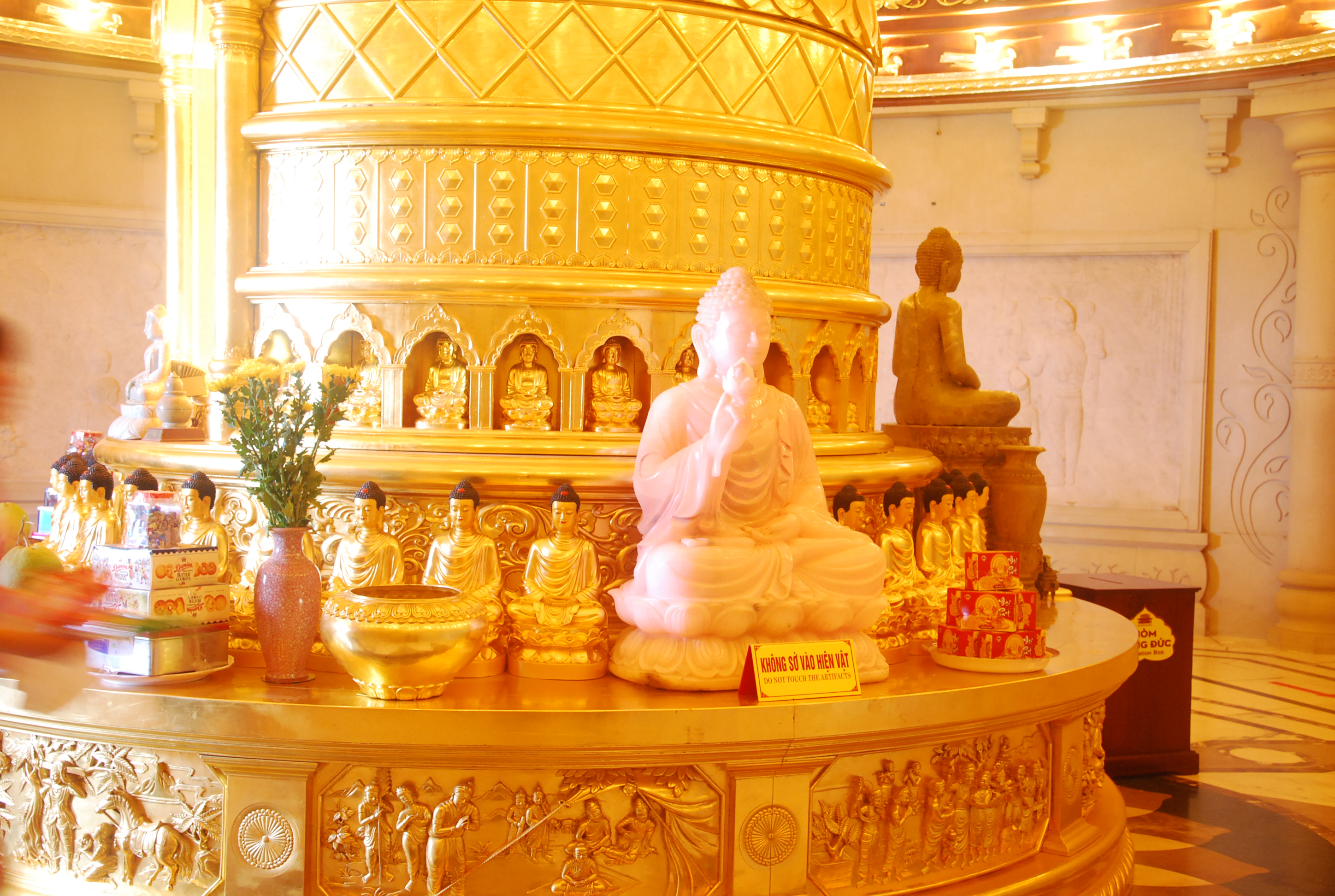
Tượng Phật ngọc
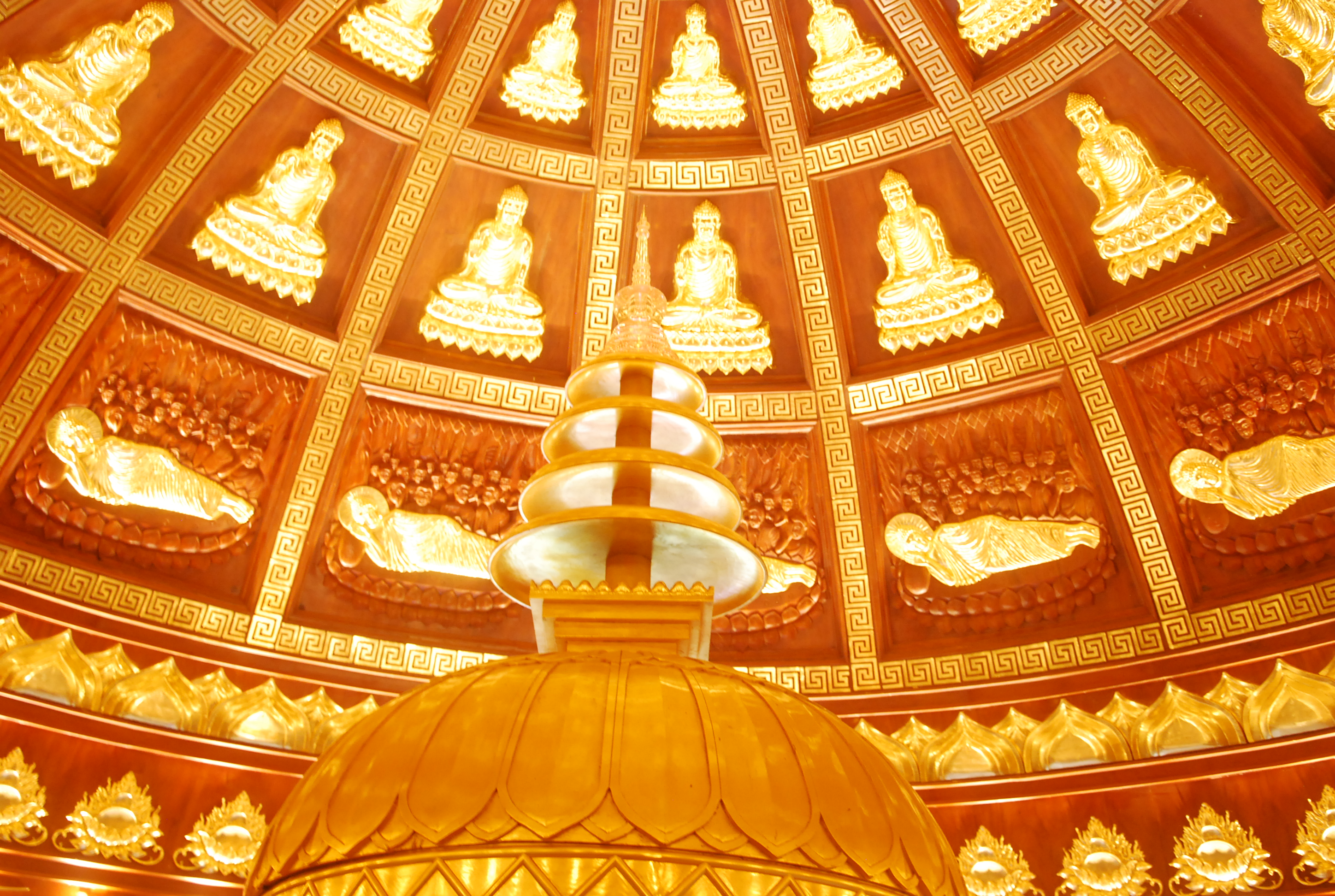
Bên trong Bảo tháp
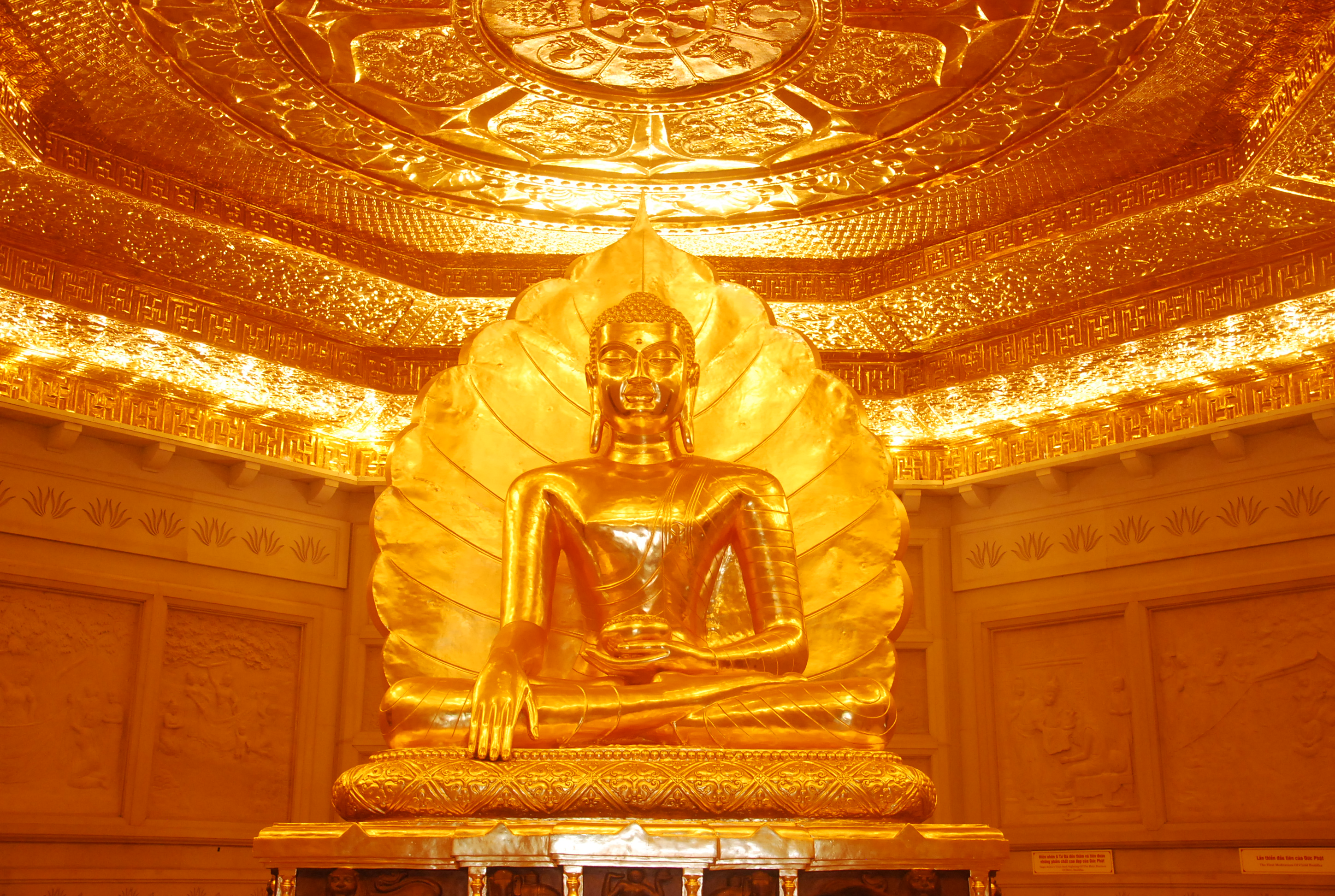
Bên trong Bảo tháp

## Thông tin thêm
Với phương châm Nhà nước và nhân dân cùng làm, tỉnh Ninh Bình giao cho Sở Văn hóa, Thể thao và Du lịch làm chủ đầu tư các hạng mục về giải phóng mặt bằng, đường giao thông, cơ sở hạ tầng, cây xanh còn doanh nghiệp xây dựng Xuân Trường là chủ đầu tư các hạng mục làm chùa, tạc tượng, đúc chuông. Ngày 10 tháng 4 năm 2008, ủy ban nhân dân tỉnh Ninh Bình cấp giấy chứng nhận đầu tư cho doanh nghiệp xây dựng Xuân Trường của ông Nguyễn Văn Trường. Quần thể chùa Bái Đính mới này nằm trong tổng thể dự án xây dựng trung tâm du lịch văn hóa Tràng An rộng gần 2.000 ha do công ty TNHH Xuân Trường làm chủ đầu tư. Thời hạn đầu tư và làm chủ dự án chùa Bái Đính của công ty Xuân Trường là 70 năm.
Theo ông Phan Tiến Dũng – Phó Chủ tịch thường trực ủy ban nhân dân tỉnh Ninh Bình, Khu núi chùa Bái Đính là một trong các khu chức năng thuộc khu du lịch sinh thái Tràng An đã được chính phủ cho phép đầu tư và đã được ủy ban nhân dân tỉnh Ninh Bình phê duyệt quy hoạch tổng thể ngày 18 tháng 11 năm 2005 nhằm bảo tồn, tôn tạo phát huy giá trị văn hoá, di tích lịch sử cố đô Hoa Lư, để tiến tới đề nghị UNESCO công nhận khu cố đô Hoa Lư là di sản văn hoá thiên nhiên thế giới. Tháng 8 năm 2010, thủ tướng Nguyễn Tấn Dũng yêu cầu Ninh Bình thực hiện theo đúng pháp luật, bàn giao mặt bằng trong tháng 8 năm 2010 để kịp thời phục vụ Đại lễ 1000 năm Thăng Long – Hà Nội và Hội nghị thượng đỉnh Phật giáo thế giới lần thứ VI.
Ngày 20 tháng 1 năm 2012, theo đề nghị của lãnh đạo ủy ban nhân dân tỉnh Ninh Bình, Thượng tọa Thích Thanh Nhiễu – Phó chủ tịch thường trực Hội đồng Trị sự Giáo hội Phật giáo Việt Nam về giữ ngôi trụ trì chùa Bái Đính kế tục hòa thượng Thích Thanh Tứ đã viên tịch.

## Trụ trì, chư tăng tại chùa
| Stt | Pháp Danh                  | Giáo phẩm          | Chức vụ tại chùa | Giai đoạn              | Các chức vụ khác |
| --- | -------------------------- | ------------------ | ---------------- | ---------------------- | --- |
| 1   | Thích Thanh Tứ 1927 – 2011 | Đại lão hòa thượng | Trụ trì          | 2007-tháng 11 năm 2011 | Thành viên Hội đồng Chứng Minh Phó chủ tịch Thường trực hội đồng trị sự TWGH PGVN Viện trưởng học viện Phật giáo VN tại Hà Nội (cơ sở II) Trưởng Ban Trị sự GHPG tỉnh Hà Nam Trụ trì chùa Quán Sứ Đại biểu Quốc hội khóa X,XI Ủy viên Mặt Trận Tổ Quốc Trung ương. |
| 2   | Thích Thanh Nhiễu 1952-... | Hòa Thượng         | Trụ trì          | tháng 1 năm 2012- nay  | Phó chủ tịch Thường trực hội đồng trị sự TWGH PGVN, Trưởng Ban Trị Sự GHPG tỉnh Nghệ An, Trụ trì chùa Quán Sứ |
| 3   | Thích Minh Quang 1971-...  | Thượng tọa         | Phó Trụ trì      | tháng 1 năm 2012-nay   | Phó Ban Trị Sự, chánh thư ký GHPG tỉnh Ninh Bình |